# Чернихівський Гаврило Іванович
Чернихівський Гаврило Іванович (псевдоніми і криптоніми Іван Волинський, Роман Рой-Чарський, І. Гавриленко, Г. Ч., Ч. Г. та ін.; 28 вересня 1936, с. Плесківці, нині Зборівського району Тернопільської області — 19 вересня 2011) — український літературознавець, краєзнавець, історик. Брат Дмитра Чернихівського.
Член БУСК (1992), Українського історичного товариства (1996), НТШ (2004), НСПУ (2005), почесний член Всеукраїнського товариства «Просвіта» (1995), дійсний член Житомирського науково-краєзнавчого товариства дослідників Волині (1999).
Почесений громадянин міста Крем'янця (2004). Заслужений працівник культури України (2007).

## Життєпис
Народився 28 вересня 1936 року в с. Плесківцях, нині Зборівського району на Тернопіллі, у багатодітній селянській родині.
Початкову освіту здобув у рідному селі, а далі продовжив навчання в Чернихівській семирічці та Обаринецькій десятирічці. Закінчив історичний факультет Львівського університету (1958).
Працював учителем у селах Доброводи Збаразького і Горинка Кременецького районів. Викладав у Кременецькому педагогічному інституті (1963–1969, нині ТНПУ).
1969–2006 — старший науковець, завідувач відділу, провідний науковий співробітник Кременецького краєзнавчого музею. У цей час активно зайнявся пошуком матеріалів про стародавню історію Кременеччини. Серед знахідок дослідника — унікальне видання «Малого Кобзаря» Тараса Шевченка (Кременець, 1922), листи Єжи Єнджеєвича до Макара Середюка, поетична спадщина Юхима Ваврового-Виливчука, прозаїка-казкаря Сергія Даушкова.
Ініціатор створення і автор експозицій 10 музеїв на громадських засадах, 2 з них — «народні» (села Плоске та Крижі, обидва — Кременецького району). Організатор літературно-меморіальних музеїв Уласа Самчука (село Тилявка Шумського району) та Олександра Неприцького-Грановського (село Великі Бережці Кременецького районів), світлиці Уласа Самчука у Кременецькому ліцеї.
1969—1983 — заступник начальника Волино-Подільської археологічної експедиції, яка досліджує пам'ятку пізнього палеоліту на горі Куличівка в Кременці.
З ініціативи Гаврило Чернихівського у Кременці перейменовано 66 вулиць, встановлено 30 меморіальних таблиць, у тому числі Р. Бжеському, Борису Козубському, Оксані Лятуринській, Лесі Українці, Михайлу Черкавському та ін. Ініціатор спорудження пам'ятника на могилі поетки Галини Гордасевич (2006).
Помер 19 вересня 2011 року після довгої хвороби у Кременці, похований на місцевому Туницькому кладовищі.

## Премії та нагороди
Премії ім. В. Антоновича (1997), Братів Богдана та Левка Лепких (2001–2002), Фонду родини Воляників-Швабінських Фундації УВУ (2004, м. Нью-Йорк, США).
Відзнака «За досягнення в розвитку культури та мистецтва» (2004).

## Науковий спадок
Опублікував 88 праць про Михайла Драгоманова. Автор і співавтор 18 книг, зокрема «Портрети пером» (2001) та «Оксана Лятуринська: життя і творчість» (2002; обидві — співавт.), «Улас Самчук: сторінки біографії» (2005), «Почаївська Свято-Успенська Лавра» (2006; співавт.), путівників «Кременець» (1987), «Кременецький краєзнавчий музей» (2005), «Беликобережецький літературно-меморіальний музей О. Неприцького-Грановського» (2006), посібник «Крем'янеччина: історичне та літературне краєзнавство» (1992), 6 монографій, у тому числі «Олександр Неприцький-Грановський: життя і творчість» (1996), «Кременеччина від давнини до сучасності» (1999), збірки поезій «Серця клич» (1996), бібліографічних покажчиків «Олександр Неприцький-Грановський» (1997) та «Оксана Лятуринська» (2000, обидва — співавт.), близько 500 ст. до енциклопедичних видань України, у тому числі ТЕС, до книги «Земля Тернопільська» (2002), буклетів про Кременець.
Написав музику до 80-ти пісень на власні вірші та слова Максима Рильського, М. Хоросницької, автор слів «Пісні про Кременець».
Редактор 7 книг інших авторів, зокрема С. Даушкова «Казки старого млина» (1992), Ю. Ваврового (Виливчука) «Наче скошений цвіт» (1994), В. Адамович «На поклик волі» (1998) та ін., збірки «Українські колядки та щедрівки» (1997).
Член редакційної колегії журналу «Тернопіль» (від 1991), ТЕС (від 2002).

### Окремі видання
- Туристичними маршрутами Кременця: Буклет. — Тернопіль, 1986. — 6с.: 8 фот.
- Кременець: Путівник. — Львів: Каменяр, 1987. — 56с.: 12 арк. іл.; Резюме рос. і англ. мовами.
- Немеркнучі сторінки історії: До 750-річчя оборони Кременця від орд Батия: Буклет. — Кременець, 1990. — 8с.: 4 іл.
- Крем'янеччина: історичне та літературне краєзнавство: Посібник для навчання коледжу, ліцею, шкіл. — Кременець, 1992. — 104с.: Бібліогр. 70 назв; 70 фоторепрод.
- Серця клич: Поезії /Корот. біогр. довідка. — Кременець, 1994. — 110с: портр.
- Олександр Неприцький-Грановський. Життя і творчість /Науковий редактор: Академік Р. Гром'як. — Тернопіль: Збруч, 1996. — 417с.: Бібліогр. 582 назви; 58 світлин.
- Кременцю — 770 літ: Перекидний календар на 1997—1998 роки /Автор тексту і упорядник Г. Чернихівський. — Рівне, 1997. — 18с.: 16 кольорових фот.
- Олександр Неприцький-Грановський (1887—1976): Бібліогр. покажч. /Укладачі: Г. І. Чернихівський, А. О. Ленчишин. — Тернопіль: Лілея, 1997. — 104с.
- Кременеччина від давнини до сучасності. — Кременець: Папірус, 1999. — 320с.: 32с. іл.
- Оксана Лятуринська: Життєписно-бібліогр. студія /Укладачі: Г. І. Чернихівський, Н. Г. Сташко. — Луцьк: Вежа, 2001. — 93с.: Бібліогр. 38 назв.
- Портрети пером: Статті, есе, рецензії. — Кременець; Тернопіль, 2001. — 307с., іл. 55.

### Наукові публікації
- Герої Паризької комуни // Промінь комунізму. — 1962. — 17 берез.
- Перші піонери Кременеччини // Прапор перемоги. — 1962. — 18 трав.
- Дні немеркнучої слави: [1919 рік на Кременеччині] // Прапор перемоги. — 1963. — 20 лют.
- Тих днів не змовкне слава: [25 літ возз'єднання Західних обл. України з УРСР] // Прапор перемоги. — 1964. — 11 лип.
- Боротьба трудящих Тернопільщини проти німецько-фашистських загарбників // Прапор перемоги. — 1965. — 4 трав.
- З історії Кременецького ботанічного саду // Вільне життя. — 1965. — 12 квіт.
- Скарбниця знань: [З історії бібліотеки Кременецьк. пед. ін-ту] // Прапор перемоги. — 1965. — 2 берез.
- Берегти скарби народу: [Про стан пам'яток історії та культури в Кременецьк. р-ні] // Прапор перемоги. — 1967. — 9 верес.
- За землю, за волю: [1917 р. на Кременеччині] // Прапор перемоги. — 1967. — 11 берез.
- Гайдамацький рух на Тернопільщині // Прапор перемоги. — 1968. — 26 груд.
- Більше уваги вивченню і пропаганді пам'яток історії та культури // Прапор перемоги. — 1969. — 18 лют.
- З історії книгодрукування: [На Волині XVII—XVIII ст.] // Прапор перемоги. — 1969. — 27 листоп.
- Книзі — 350 літ: ["Євангеліє учительноє" 1619 р.] // Друг читача. — 1969. — 24 груд.
- Правдиві апокрифи: ["Євангеліє учительноє" К. Транквіліона-Ставровецького, 1619 р.] // Ровесник. — 1969. — 13 груд.
- Архітектурні пам'ятки Кременця // Прапор перемоги. — 1970. — 29 листоп.
- Товариство «Союз польського народу» у Кременці // Прапор перемоги. — 1970. — 23 черв.
- Філіал народного університету: [у Кременці] // Прапор перемоги. — 1970. — 17 груд.
- Дерманська друкарня // Друг читача. — 1971. — 18 серп.
- Ой на горі Куличівці: [розкопки пам'ятки палеоліту] // Ровесник. — 1971. — 3 верес.
- Почаївська друкарня // Друг читача. — 1971. — 9 трав.
- Книзі — 334 роки: [Кременецькій граматиці] // Ровесник. — 1972. — 1 лют.
- Кременецька граматика. 1638 року // Друг читача. — 1972. — 11 черв.
- Кременцю — 750 літ // Прапор перемоги. — 1972. — 28 жовт.
- Кременець — місто братніх культур // Прапор перемоги. — 1972. — 30 берез.
- Мистецтво українських стародруків // Прапор перемоги. — 1972. — 4 січ.
- Рукописна книга XVI століття: [Триодь постная] // Прапор перемоги. — 1972. — 8 лют
- Скільки років Кременцю?: [перша писемна згадка] // Ровесник. — 1972. — 11 лип.
- Археологія Куличівки // Ровесник. — 1973. — 6 листоп.
- Із глибин віків: [Розкопки на Куличівці] // Прапор перемоги. — 1973. — 27 жовт.
- Рахманівська друкарня на початку XVII століття // Ленінська правда. — 1973. — 12 серп.
- Чернихівці // Історія міст і сіл УРСР. Тернопільська область. — К., 1973. — С. 302—308: Бібліогр. 18 назв у підр. прим. Співавт. Ростикус Р., Сікора Є.
- Важливе джерело з історії Кременця: [Іл. замку XVI ст.] // Прапор перемоги. — 1974. — 23 листоп.
- Книгодрукування на Тернопільщині // Вільне життя. — 1974. — 5 січ.
- Кременецький березень: [30 літ визволення від фашистських загарбників] // Вільне життя. — 1974. — 1 берез.
- Куличівка розповідає: [Розкопки палеолітичного поселення] // Прапор перемоги. — 1974. — 17 серп.
- Про революційні події на Кременеччині // Прапор перемоги. — 1974. — 2 лют. Псевд. Григоренко І.
- Апостоли правди: [Декабристи в Україні] // Трудова слава. — 1975. — 25; 27 груд.
- Бунтувало безправ'я: [До 70-річчя революції 1905—1907 рр. на Кременеччині] // Ровесник. — 1975. — 7 черв.
- Перстень братерства: [До 150-річчя повстання декабристів] // Вільне життя. — 1975. — 14 листоп.
- З сивої давнини // Прапор перемоги. — 1976. — 16 берез. — (Кременцю — 750 років).
- Кременецькими шляхами: [До 750-річчя Кременця] // Прапор перемоги. — 1976. — 3 квіт.
- Про що розповідає Куличівка // Прапор перемоги. — 1976. — 7 верес.
- Там, де котить Іква хвилі сині… // Ровесник. — 1976. — 2 верес. — (750-річчя Кременця).
- Тих днів не змовкне слава: [Події 1919 р. на Кременеччині] // Прапор перемоги. — 1976. — 7 листоп.
- У борні за землю і волю: [Події 1906 р. на Кременеччині] // Будівник комунізму. — 1976. — 8 черв.
- Яке поетичне місто: [До 750-річчя першої писемної згадки про Кременець] // Прапор перемоги. — 1976. — 3 серп.
- Білополяки розгромлені [у 1920 р.] // Прапор перемоги. — 1977.- 15 верес.
- Боротьба за землю триває // Будівник комунізму. — 1977. — 6 жовт.
- Боротьба за радянську владу на Кременеччині в 1920 році // Ленінська правда. — 1977. — 27 лип.
- Боротьба трудящих Кременеччини за владу Рад у 1918 році // Ленінська правда. — 1977. — 26 трав.
- Боротьба трудящих Кременеччини за владу Рад в 1919 році // Ленінська правда. — 1977. — 7 черв.
- В борні за землю і волю // Прапор перемоги. — 1977. — 12 трав.
- Діяльність ревкомів [1920 р.] // Прапор перемоги. — 1977. — 27 верес.
- З літопису: [м. Кременця] // Прапор перемоги. — 1977. — 12 лют.
- Під впливом Великого Жовтня // Прапор перемоги. — 1977. — 24 трав.
- Повітовий ревком діє // Прапор перемоги. — 1977. — 16 серп.
- Проти окупантів і гетьманців // Прапор перемоги. — 1977. — 9 серп.
- Революційна боротьба на Кременеччині в 1917 році // Ленінська правда. — 1977. — 19 квіт.
- Революція (1917 року) наростає // Прапор перемоги. — 1977. — 26 квіт.
- Розповіді про котовців // Ленінська правда. — 1977. — 26 берез.
- Розповіді про легендарних вершників: [котовців] // Прапор перемоги. — 1977. — 24 берез.
- Селянські виступи 1919 року // Прапор перемоги. — 1977. — 1 верес.
- Хроніка революційних подій на Кременеччині // Прапор перемоги. — 1977. — 5 листоп.
- Вулиці розповідають: [У Кременці] // Прапор перемоги. — 1978. — 8 серп.
- 25 тисяч років до нашої ери: [Розкопки на Куличівці] // Ровесник. — 1978. — 2 верес.
- Звитяжні сторінки історії: [325 літ Переяславської ради] // Ленінська правда. — 1978. — 4 листоп.
- «Іскра» йшла через Кременець // Рад. село. — 1978. — 27 лип.
- Куличівка розповідає: [Розкопки поселення палеоліту] // Ленінська правда. — 1978. — 29 серп.
- Ленінська «Іскра» йшла через Кременець // Будівник комунізму. — 1978. — 13 лип.
- На допитах тримався стійко: [Транспортування нелегальної літ. через Кременець] // Вільне життя. — 1978. — 29 лип.
- Перше свято Жовтня у Кременці: [1939 р.] // Прапор перемоги. — 1978. — 7 листоп.
- Шлях «Искры» пролягає через Кременець // Прапор перемоги. — 1978. — 22 лип.
- Багата історія, сонячне сьогодення: [До 830-річчя Шумська] // Ровесник. — 1979. — 28 черв.
- Боротьбу очолили комуністи: [КПЗУ на Кременеччині] // Прапор перемоги. — 1979. — 18,21,23 серп.
- В умовах злиднів і безправ'я: [жили до 1939 р. на Кременеччині] // Прапор перемоги. — 1979. — 28 лип.
- Віхи єднання: [До 325-річчя возз'єднання України з Росією] // Прапор перемоги. — 1979. — 18 січ.
- Життя трудящих було важким: [за панської Польщі] // Ленінська правда. — 1979. — 28 лип.
- Зростали сили народні: [До 40-річчя возз'єднання] // Прапор перемоги. — 1979. — 11 серп.
- Ім'я вашого міста // Прапор перемоги. — 1979. — 16 січ.
- Книзі — 360 літ: ["Євангелію учительному"] // Ленінська правда. — 1979. — 19 квіт.
- Молодіє древній Шумськ // Ленінська правда. — 1979. — 22 трав.
- Справа важлива, всенародна: [Збереження пам'яток історії та культури] // Прапор перемоги. — 1979. — 16 черв.
- Сторінки братерського єднання: [До 325-річчя Переяславської ради] // Ленінська правда. — 1979. — 11 січ.
- У лавах борців йшов комсомол // Прапор перемоги. — 1979. — 4,5,7 серп.
- «Волинські Афіни»: [До 175-річчя заснування у Кременці Вищої Волинської гімназії (1805 р.)] // Прапор перемоги. — 1980. — 7 жовт.
- Місто над Іквою: [Кременець] // Ровесник. — 1980. — 15 квіт.
- Бої на підступах до Кременця: [у 1941 р.] // Прапор перемоги. — 1981. — 9 трав.
- Кременецькі маївки // Прапор перемоги. — 1981. — 1 трав.
- Куличівка розповідає: [Розкопки 1981 р.] // Прапор перемоги. — 1981. — 5 верес.
- Розповідає Куличівка: [Розкопки 1981 р.] // Вільне життя. — 1981. — 16 верес.
- Унікальна скарбниця: [Доля Кременецької книжкової колекції ліцею] // Рад. село. — 1981. — 25 квіт.
- Цікаве про бібліотеку: [Волинської гімназії 1805 р.] // Прапор перемоги. — 1981. — 25 квіт.
- Адреса явки: Кременець: [Транспортування газет «Пролетарий», «Социал-демократ» через Кременець] // Прапор перемоги. — 1982. — 22 квіт.
- І Кременець, і стольний град: [Київ] // Прапор перемоги. — 1982. — 15 трав.
- На честь 1500-річчя Києва // Прапор перемоги. — 1982. — 24 квіт.
- Тісні взаємини: [Кременця і Києва] // Прапор перемоги. — 1982. — 13 берез.
- Центр просвітництва Волині: [Зв'язки Кременця з Києвом у XVII ст.] // Ленінська правда. — 1982. — 16 берез.
- Археологічні пам'ятки краю // Прапор перемоги. — 1983. — 9 лип.
- З глибин віків: [Результати розкопок на Куличівці] // Вільне життя. — 1983. — 15 лип.
- За землю і волю // Прапор перемоги. — 1983. — 7 листоп.
- Сподвижники великого друкаря: [Діяльність друкарів на Кременеччині XVI—XVIII ст.] // Прапор перемоги. — 1983. — 24 листоп.
- Братня спадкоємність: [Київський ун-т виник на базі Кременецьк. ліцею] // Прапор перемоги. — 1984. — 21 черв.
- Праматір славетного вузу: [Київський ун-т і Кременецьк. ліцей] // Вільне життя. — 1984. — 20 лип.
- Відблиск вогню: [Зв'язки кременчан із декабристами] // Ровесник. — 1985. — 26 груд.
- За землю і волю: [Вист. у Кременецьк. музеї з нагоди 80-річчя революції 1905—1907 рр.] // Вільне життя. — 1985. — 1 лют.
- Зв'язки кременчан з декабристами // Прапор перемоги. — 1985. — 26 груд.
- Із іскри — полум'я: [події 1905—1907 рр. на Кременеччині] // Вільне життя. — 1985. — 22 лют.
- У борні за волю: [Революційні події 1905—1907 рр. на Кременеччині] // Прапор перемоги. — 1985. — 19 січ.
- Архітектурні пам'ятки Кременця // Прапор перемоги. — 1986. — 28 жовт.
- Виставка «Благовісники свободи»: [Про декабристів у Кременецьк. музеї] // Вільне життя. — 1986. — 22 січ.
- Коли ж виник Кременець?: [Про першу писемну згадку] // Прапор перемоги. — 1986. — 14 жовт.
- Кременецький замок // Прапор перемоги. — 1986. — 21 жовт.
- Місцями бойової слави: [Події Великої Вітчизняної війни на Кременеччині] // Прапор перемоги. — 1986. — 18 листоп.
- Місцями революційних подій [Кременеччини] // Прапор перемоги. — 1986. — 7 листоп.
- Молодіє з кожним днем [старовинний Кременець] // Рад. село. — 1986. — 25 жовт.
- Найкращий ансамбль старовини: [Колегіум XVIII ст. у Кременці] // Прапор перемоги. — 1986. — 4 листоп.
- Таємниці Куличівки: [Результати археолог. дослід. багатошарового поселення на околиці Кременця] // Прапор перемоги. — 1986. — 2 жовт.
- Діяльність Кременецького ревкому [у 1919—1920-х рр.] // Ленінська правда. — 1987. — 22 жовт.
- Звідки походить назва: [Україна] // Прапор перемоги. — 1987. — 12 трав.
- Ревком діє: [Події революції і громадянської війни на Кременеччині] // Прапор перемоги. — 1987. — 28 жовт.
- Ті буремні роки: [1917 рік і Кременеччина] // Прапор перемоги. — 1987. — 4 квіт.
- «… В Кременці року 1638»: [До 350-річчя виходу унікальної книжки граматики] // Червона зірка. — 1988. — 16 лип.
- Виставка стародруків: [У Кременецьк. краєзнав. музеї] // Прапор перемоги. — 1988. — 29 листоп.
- Граматика 1638 року // Рад. село. — 1988. — 12 лип.
- З глибин століть: [Кременецьк. граматиці 1638 року — 350 літ] // Вісті з України. — 1988. — листоп.
- Книжка з глибини століть: [Кременецька граматика 1638 р.] // Вільне життя. — 1988. — 3 верес.
- Кременець. Рік 1438: [Надання місту Магдебурзького права] // Прапор перемоги. — 1988. — 29 листоп.
- Кременецька граматика 1638 року // Жовтень. — 1988. — № 12. — С. 108—109: Фот. тит. Бібліогр. 3 назви.
- Кременецький «Кобзар» віднайдено // Прапор перемоги. — 1988. — 25 серп.
- Кременецький некрополь: [Кременецькі цвинтарі] // Прапор перемоги. — 1988. — 30 квіт.
- Кременецькій граматиці — 350 літ // Прапор перемоги. — 1988. — 31 трав.
- Свідки віків: [Стан охорони і збереження пам'яток історії та культури у Кременці] // Прапор перемоги. — 1988. — 28 січ.
- Ювілей Кременецької граматики: [350-річчю виходу в Кременці граматики присвячений республ. симпозіум] // Рад. село. — 1988. — 15 груд.
- З глибин віків: [До 840-річчя Шумська] // Ленінська правда. — 1989. — 7 січ.; 2,9 лют.
- І Калантир, і замок, і Богданова каплиця: [Стан охорони пам'яток Кременця] // Вільне життя. — 1989. — 12 серп.
- Історія одного експоната: ["Малий Кобзар", виданий у Кременці 1922 р.] // Вільне життя. — 1989. — 20 січ.
- Книзі — 370 років ["Євангелію учительному"] // Прапор перемоги. — 1989. — 9 листоп.
- Кременець: [Проблеми малих міст] // Наука і суспільство. — 1989. — № 1. — С. 37—39: 4 кольор. фот.
- Кременецька граматика // Нива: Календар на 1990 рік. — К., 1989. Листок за 28 черв., без зазначення авт.
- Кременецька реліквія: ["Малий Кобзар" Т. Шевченка 1922 року] // Україна. — 1989. — № 10. — С. 15: Фот. тит. с.
- Кременецьке видання «Малого Кобзаря» // Т. Г. Шевченко і Поділля: Тези доп. наук.-практ. конф., присвяч. 175-річчю від дня народження Т. Г. Шевченка: У 2-х ч. — Кам'янець-Подільський, 1989. — Ч. ІІ. — С. 41—44.
- Почаїв: [Проблеми малих міст] // Наука і суспільство. — 1989. — № 10. — С. 41—42: 2 кольор. фот.; 2 репрод. аквар. Т. Шевченка.
- Рідкісній книзі — 370 років: ["Євангелію учительному"] // Зоря. — 1989. — 11 лип.
- Рохманівське видання «Євангелія учительного» (1619 р.) // Ленінська правда. — 1989. — 20 трав.
- Це було у Кременці: [Видано «Малий Кобзар» 1922 р.] // Ровесник. — 1989. — 26 лют.; 4 берез.
- А Данилів вистояв: [У 1240 р. перед навалою Батия] // Прапор волі. — 1990. — 21 верес.
- Батий на Волині: [До 750-річчя оборони Кременця] // Рад. Волинь. — 1990. — 7 груд.
- Від сивої давнини до сучасності: [З іст. Почаївської Лаври] // Прапор перемоги. — 1990. — 9 серп.
- Відновимо «Просвіту» // Прапор волі. — 1990. — 5 жовт.
- До джерел духовності: [З іст. Почаївської Лаври] // Будівник комунізму. — 1990. — 24 серп.
- До джерел минувшини: [Вечір пам'яті до 750-річчя битви з Батиєм] // Прапор перемоги. — 1990. — 29 груд.
- До знаменної дати: [750 літ оборони Кременця від орд Батия] // Прапор перемоги. — 1990. — 18 серп.
- «І змушен Батий позбутися уяв …»: [Битва 1240 р. під Кременцем] // Селянська доля. — 1990. — 20 груд.
- І зуб — знахідка: [Зуб мамонта] // Вільне життя. — 1990. — 2 берез.
- «Кобзар» у нашому домі // Прапор перемоги. — 1990. — 24 трав.
- Кременець чи Кременець?: [До питання про походження назви міста] // Прапор перемоги. — 1990. — 14 квіт.
- Кременецька «Просвіта» // Прапор перемоги. — 1990. — 26 черв.
- Кременецьке видання «Кобзаря» Т. Г. Шевченка 1922 р. // Бібліотека — науці: Зб. наук. ст. — К., 1990. — С. 133—137: Бібліогр. 16 назв.
- Немеркнуча пам'ять: [До 750 річчя битви з ордами Батия] // Прапор перемоги. — 1990. — 1 груд.
- Немеркнучі сторінки минувшини: [До 750-річчя битви з ордами Батия] // Прапор перемоги. — 1990. — 6 верес.
- «Ой зійшла зоря над Почаєвом»: [З іст. Лаври] // Рад. Волинь. — 1990. — 2 верес.
- Південно-Західна Волинь у працях М. Костомарова // Матеріали І-ІІІ науково-краєзнавчих конференцій «Остріг на порозі 900-річчя». 1990—1992. — Остріг, 1992. — Ч. ІІ. — С. 97—98.
- Рідкісна знахідка: [Зуб мамонта] // Прапор перемоги. — 1990. — 22 лют.
- Святиня нашої історії: [П'ятницький цвинтар у Кременці] // Прапор перемоги. — 1990. — 24 трав.
- Твердиня на Замковій горі: [До 750-річчя битви з ордами Батия] // Вільне життя. — 1990. — 15 верес.
- Унікальна знахідка: [Зуб мамонта] // Ленінська правда. — 1990. — 10 лют.
- Братський Богоявленський: [монастир у Кременці 1636 р.] // Прапор перемоги. — 1991. — 19 січ.
- … І проросло зерно: [Діяльність «Просвіти» у Кременці 20—30-х рр..] // Вільне життя. — 1991. — 21 серп.
- Книги К.-Т. Ставровецького // Велика Волинь: Минуле і сучасне: Тези регіон. наук. конф. 14—16 листоп. 1991 р. — Рівне, 1991. — С. 59—61.
- Рідкісні книги: [К. Ставровецького] // Червоний прапор. — 1991. — 13 листоп.
- Супроти орд Батия: [До 750-річчя битви кременчан з ордами Батия] // Прапор перемоги. — 1991. — 31 січ.
- Ще один «Малий Кобзар»: [Виданий у Кременці 1922 року] // Новини Шумщини. — 1991. — 10 квіт.
- Волинь у наукових працях діаспори // Матеріали І-ІІІ науково-краєзнавчих конференцій «Остріг на порозі 900-річчя». 1990—1992. — Остріг, 1992. — Ч. ІІ. — С. 98—100.
- Кременець, вулиця Козубського: [Діяльність «Просвіти» у 20-х — 30-х роках] // Просвіта. — 1992. — № 13 (квіт.).
- Кременецькі раритети: [Стародруки XVI—XVIII ст.] // Діалог. — 1992. — 27 трав.
- Воскрес із руїн: [Освята каплиці Богдана Хмельницького у Підлісцях] // Діалог. — 1993. — 3 лип.
- «Кобзар» у нашому домі // Вільне життя. — 1993. — 6 берез.
- Свято града Кременого: [125-річчя «Просвіти» у Кременці] // Діалог. — 1993. — 5 черв.
- Храм воскрес із руїн: [Освята Богданової каплиці в Підлісцях] // Сіяч. — 1993. — № 16 (черв.-лип.).
- Альманах «Юнацтво» віднайдено // Вільне життя. — 1994. — 5 жовт.
- Батий // Русалка Дністрова. — 1994. — № 7 (квіт.).
- Волинь у наукових працях діаспори // Життя і слово. — 1994. — 16 лип.
- Місцями козацької слави Кременеччини // Берестецька битва в історії України: Матеріали і тези V наук.-теорет. конф. — Рівне, 1994. — С. 31—33.
- Осередок духовної культури: [З іст. Кременецьк. духовної семінарії 1918—1939 рр.] // Голос українського православ'я. — 1994. — № 1 (січ.).
- Осередок духовної культури Волині: [З іст. Кременецьк. духовної семінарії 1918—1939 рр.] // Волинь незабутня: Тези V регіон. наук.-практ. конф. «Волинські міста: історія, культура, традиції». — Рівне, 1994. — С. 35—38.
- Тут національно виховали сотні священиків: [Кременецька духовна семінарія у 1918—1939 рр.] // Русалка Дністрова. — 1994. — № 11 (лип.).
- Богогласник (1790) // Русалка Дністрова. — 1995. — № 9 (квіт.).
- Братства // Русалка Дністрова. — 1995. — № 9 (квіт.).
- День міста: [Краєзнав. конф., відкриття меморіальних таблиць У. Самчуку та Б. Козубському, посвята герба і коругви міста Кременця] // Русалка Дністрова. — 1995. — № 14 (лип.).
- Почаївські стародруки // Почаївський монастир в контексті історії та духовності українського народу: Тези наук. конф. — Тернопіль, 1995. — С. 104—109.
- У вирі війни: [Про діяльність Укр. легіону самооборони 1943—45рр.] // Діалог. — 1995. — 16 верес.
- Великі Загайці: [Шумськ. р-ну] // Русалка Дністрова. — 1996. — № 20 (листоп.).
- Волинські єпархіальні відомості // Русалка Дністрова. — 1998. — № 11 (черв.).
- Галицько-Волинський літопис // Русалка Дністрова. — 1998. — № 11 (черв.).
- З історії Кременецької духовної семінарії (1918—1939) // Християнство і культура: Матеріали Міжнар. наук. конф. — К., Тернопіль, 1998. — С. 203—205.
- Край, що зачаровує: [Про пам'ятки Кременеччини] // Туризм сільський зелений. — 1998. — № 4. — С. 8—9: Фото.
- Кременецька «Просвіта» 20—30-х років // Арсен Річинський — ідеолог українського православ'я: Зб. наук. праць. — К.; Тернопіль; Кременець, 1998. — С. 44—49.
- У гетьманській столиці: [Перенесення праху І. Мазепи до Батурина] // Діалог. — 1999. — 6 листоп.; портр.
- Вогонь «Просвіти» в серці не згасає // Свобода. — 2000. — 9 верес.
- Кременеччина у краєзнавчих дослідженнях // Житомирщина на зламі тисячоліть /Міжнар. наук.-краєзнав. конф., присвячена 100-річчю заснування т-ва дослідників Волині. — Житомир, 2000.
- Шляхом духовного єднання: [Про освячення джерела Св. Анни у Лішні Кременецьк. р-ну] // Діалог. — 2000. — 19 серп.

### Дослідження про Михайла Драгоманова
- Запорозьке козацтво в працях М. П. Драгоманова // Наша культура. — Варшава, 1969. — Ч. 8. — С. 13.
- Михайло Драгоманов як історик // Український календар. — Варшава, 1970. — С. 202—204.
- М. Драгоманов і деякі питання історії України // Укр. іст. журнал. — 1971. — № 9. — С. 116—118: Бібліогр. 26 назв у підр. прим.
- М. Драгоманов і Тернопільщина // Ровесник. — 1971. — 14 верес.
- Михайло Драгоманов на Кременеччині // Прапор перемоги. — 1971. — 16 верес.
- На ґрунт «соціалізму»: [Леся Українка і Михайло Драгоманов] // Ровесник. — 1971. — 17 лют.
- Деякі питання історії Давньоруської держави в оцінці М. П. Драгоманова // Питання історії народів СРСР: Зб. — Харків, 1972. — Вип.. 13. — С. 152—158: Бібліогр. 31 назва у підр. прим.
- Листи М. Драгоманова до В. Барвінського // Рад. літературознавство. — 1972. — № 1. — С. 78—84: Бібліогр. 10 назв, прим.
- Плодотворне співробітництво: [М. Драгоманов і Західна Україна] // Жовтень. — 1972. — № 1. — С. 119—123: Бібліогр. 12 назв у підр. прим.
- Висвітлення М. П. Драгомановим історії гайдамацьких рухів XVIII ст. на Україні // Питання історії народів СРСР: Зб. — Харків, 1973. — Вип..15. — С. 101—107: Бібліогр. 21 назв. у підр. прим.
- Історія боротьби українського народу за соціальне і національне визволення та возз'єднання з Росією у висвітленні М. П. Драгоманова // Історіографічні дослідження в Українській РСР. — К., 1973. — Вип. 6. — С. 105—110. — Резюме рос. мовою: Бібліогр. 35 назв у підр. прим.
- Історико-краєзнавчі відомості про Кременець і Кременеччину у творчій спадщині М. П. Драгоманова // Тези доповідей і повідомлень IV республіканської конференції з історичного краєзнавства. — К., 1989. — С. 68—69.
- Взаємини Лесі Українки та Михайла Драгоманова // Леся Українка. Особистість. Творчість. Доля: Зб. — Луцьк, 1991. — С. 47—49.
- Вперше на Україні: [Респ. конф. у Києві з нагоди 150-річчя від дня народж. М. Драгоманова] // Прапор перемоги. — 1991. — 8 черв.
- Діяльність Кирило-Мефодіївського товариства в оцінці М. П. Драгоманова // Михайло Драгоманов і українське національне відродження: Тези доп. — К., 1991. — С. 71—73.
- Експонуються вперше: [Матеріали вист. до 150-річчя від дня народж. М. Драгоманова] // Прапор перемоги. — 1991. — 24 серп.
- Михайло Драгоманов і наш край // Тернопіль. — 1991. — № 3. — С. 50—51.
- Педагогічні погляди М. П. Драгоманова // Михайло Драгоманов і українське національне відродження: Тези доп. — К., 1991. — С. 73—75.
- «… Тонкий і найобдарованіший педагог»: [М. П. Драгоманов] // Рад. школа. — 1991. — № 9. — С. 78—80: Посилання у тексті — 9 назв.
- Українські літописи XVII—XVIII ст. у творчій спадщині М. Драгоманова // Укр. іст. журнал. — 1993. — № 4—6. — С. 38—43.
- Козацтво і Запорізька Січ у працях М. П. Драгоманова // Берестецька битва в історії України: Матеріали і тези VI наук.-теорет. конф., присвяченої 400-річчю з дня народження Б. Хмельницького. 24—25 черв. 1995. — Рівне, 1995. — С. 93—95: Бібліогр. 4 назви.
- Мій шлях до Драгоманова // Тернопілля'95: Регіон. річник. — Тернопіль, 1995. — С. 451—455.
- Ю. Словацький в українських краєзнавчих дослідження // Україна і Польща доби романтизму: образ сусіда: Матеріали міжнар. наук. конф. присвяченої 190-річчю з дня народж. Ю. Словацького. 8—11.09.1999 р. Кременець. — Тернопіль, 2000. — С. 138—148.
- Матеріали про перебування на Кременеччині родини Косачів-Драгоманових // Леся Українка і родина Косачів в контексті української та світової культури: Матеріали ІІ Всеукр. наук.-практ. конф. 24—25 лют. 2001 р., с. Колодяжне. — Луцьк, 2001. — С. 102—105.

### Літературознавчі праці
- Т. Г. Шевченко — революціонер-демократ // Прапор перемоги. — 1963. — 27 серп.
- Книжкові виставки: [До 100-річчя від дня народження М. Коцюбинського] // Прапор перемоги. — 1964. — 17 верес.
- Шляхами Великого Кобзаря: [Подорож до могили у Канів] // Прапор перемоги. — 1964. — 30 черв.
- Троянди у вінок: [До 70-річчя від дня народження М. Рильського] // Прапор перемоги. — 1965. — 25 берез.
- Байдужих не було: [Читацьк. конф. за творами Ю. Германа] // Прапор перемоги. — 1966. — 26 квіт.
- Читацька конференція: [За творами педагога Г. Мединського] // Прапор перемоги. — 1966. — 8 груд.
- В ім'я прийдешнього: [Читацьк. конф. за творами М. Стельмаха «Кров людська — не водиця», «Хліб і сіль», «Правда і кривда»] // Прапор перемоги. — 1967. — 21 берез.
- Зустріч з поетами: [О. Підсухою, Б. Демковим, І. Горбатим у Кременецьк. пед. ун-ті] // Прапор перемоги. — 1968. — 25 трав.
- Живий у пам'яті народній: [В. М. Гнатюк] // Прапор перемоги. — 1971. — 11 трав.
- Урочини академіка В. М. Гнатюка: [у Велесневі] // Прапор перемоги. — 1971. — 29 трав.
- Слово про Юліуша Словацького // Прапор перемоги. — 1974. — 11 квіт.
- «Романтична подорож пана Оноре Бальзака» на Волинь // Прапор перемоги. — 1976. — 7 серп.
- Дарунок колишнього котовця: [Ю. Морозова «Рассказы о котовцах»] // Вільне життя. — 1977. — 5 квіт.
- Універсальне видання: [Двотомний Шевченківський словник] // Будівник комунізму. — 1977. — 13 січ.
- Шевченківський двотомник // Прапор перемоги. — 1977. — 20 січ.
- Вірні подруги: [Леся Українка і Марія Биковська] // Будівник комунізму. — 1981. — 14 лют.
- До ювілею поетеси: [Лесі Українки] // Прапор перемоги. — 1981. — 12 лют.
- Найкраща подруга: [Лесі Українки Марія Биковська] // Прапор перемоги. — 1981. — 26 лют.
- Найкраща товаришка Лесі: [М. Биковська] // Ленінська правда. — 1981. — 24 лют.
- Подруги: [Леся Українка і Марія Биковська] // Ровесник. — 1981. — 24 лют.
- Товаришка Лесі: [М. Биковська] // Рад. село. — 1981. — 26 лют.
- Ювілею поетеси присвячується: [Лесі Українки] // Вільне життя. — 1981. — 7 лют.
- Знайомтесь: поезія Юхима Ваврового: [Добірка віршів і передм. Г. Чернихівського] // Прапор перемоги. — 1982. — 27 листоп.
- Революційна поезія Юхима Ваврового // Прапор перемоги. — 1982. — 28 серп.
- Дарунок поета [Івана Гнатюка] // Прапор перемоги. — 1983. — 1 трав.
- Нові вірші Надії Панчук // Прапор перемоги. — 1983. — 28 трав.
- Обрії пошуку: [Про творч. поетеси Надії Панчук] // Ровесник. — 1983. — 21 трав.
- Поетичні обрії Надії Панчук: [Із Горинки Кременецьк. р-ну] // Прапор перемоги. — 1983. — 10 берез.
- Співець Іловецького літа: [Г. Петрук-Попик] // Ленінська правда. — 1983. — 29 лип., 1 серп.
- Бальзак і Кременеччина: [Перебування письменника у краї] // Прапор перемоги. — 1984. — 17 квіт.
- Бальзак на Тернопіллі // Вільне життя. — 1984. — 23 трав.
- «З Кременця напишу детально…»: [Про перебування М. Коцюбинського у 1906 р.] // Прапор перемоги. — 1985. — 24 серп.
- Загадки «Слова» [о полку Ігоревім] // Вільне життя. — 1985. — 7 верес.
- Кременець пам'ятає: [Перебування М. Рильського у 1959 р.] // Рад. село. — 1985. — 19 берез.
- Слово, звернене до нас: [До 800-річчя «Слова о полку Ігоревім»] // Прапор перемоги. — 1985. — 3 верес.
- Цінні дарунки: [Книги і листи шевченкознавця Є. С. Шабліовського для Кременецьк. краєзнав. музею] // Прапор перемоги. — 1985. — 19 лют.
- Геніальній поетесі присвячується: [Вист. матеріалів про Л. Українку у Кременецьк. краєзнав. музеї] // Прапор перемоги. — 1986. — 22 лют.
- Гості Кременця: [Поети Г. Гордасевич та П. Засенко] // Прапор перемоги. — 1986. — 18 жовт.
- Поезія — його доля: [Про творч. Г. Петрука-Попика] // Прапор перемоги. — 1986. — 23 серп.
- Співець отчого краю [Б. Харчук] // Прапор перемоги. — 1986. — 6 берез.
- Шевченко, Словацький та Кременець // Прапор перемоги. — 1986. — 4 груд.
- Шевченковими шляхами [Кременеччини] // Прапор перемоги. — 1986. — 13 берез.
- Були теплі дні осені: [Т. Шевченко на Кременеччині] // Рад. село. — 1987. — 7 берез.
- Вирушили раннім ранком: [Про Ю. Виливчука] // Рад село. — 1987. — 28 берез.
- Вихованець Франкового вузу: [Акад. І. Юхновський] // Рад. село. — 1987. — 19 берез.
- Знайомтесь: Галина Гордасевич: [Біогр. довідка і добірка віршів поетеси] // Прапор перемоги. — 1987. — 13 черв.
- Зустріч з прекрасним: [Виступи поета і композитора О. Германа у Кременці] // Прапор перемоги. — 1987. — 7 лют.
- Пам'ятник Лесі Українки: [У Великих Бережцях] // Будівник комунізму. — 1987. — 17 листоп.
- Революцією покликані: [Ю. Виливчук і Ф. Сторозум] // Прапор перемоги. — 1987. — 24 берез.
- Вавровий Юхим // УЛЕ. — К., 1988. — Т. 1. — С. 259: Бібліогр. 2 назв.
- Вогонь її пісень: [75 літ від дня смерті Л. Українки] // Колгоспне життя. — 1988. — 2 серп.
- Вшановує Кременеччина: [Пам'ять Лесі Українки] // Вільне життя. — 1988. — 16 серп.
- Їх єднала дружба: [Лесю Українку і Марію Биковську] // Прапор перемоги. — 1988. — 9 лип.
- Незабутня зустріч: [з О. Гончарем у Кременці] // Прапор перемоги. — 1988. — 22 берез.
- Пам'яті Лесі Українки: [75-ліття від дня смерті поетеси] // Прапор перемоги. — 1988. — 30 лип.
- Автографи уславлених шевченкознавців: [Є. Шабліовського та Є. Кирилюка у Кременецьк. краєзнав. музеї] // Прапор перемоги. — 1989. — 9 берез.
- Дорогами війни: [А. Хижняка у Кременці в 1944 р.] // Будівник комунізму. — 1989. — 21 берез.
- Зустріч з поетом [І. Гнатюком] // Прапор перемоги. — 1989. — 14 жовт.
- Кобзар і наш край // Будівник комунізму. — 1989. — 14 берез.
- Леся Українка і Кременеччина // Минуле і сучасне Волині: Тези доп. та повідомл. ІІІ-ї Волинськ. іст.-краєзнав. конф. — Луцьк, 1989. — С. 233—235.
- Співець оновленого краю: [До 60-річчя І. Гнатюка] // Прапор перемоги. — 1989. — 27 лип.
- У вінок: [Меморіал. таблиця на честь Т. Шевченка у новій редакції] // Вільне життя. — 1989. — 24 берез.
- У пам'яті народній: [Вшанування Т. Шевченка на Кременеччині у 20—30-х рр. XX ст.] // Прапор перемоги. — 1989. — 31 січ.
- Наче скошений цвіт…: [Доля Ю. Виливчука] // Ленінська правда. — 1990. — 12 квіт.
- Пам'яті поета: [Ю. Виливчука] // Вільне життя. — 1990. — 29 квіт.
- Поет революційного гарту: До 100-річчя від дня народження Ю. Виливчука // Тези доп. і повідомл. І Терноп. обл. наук. іст.-краєзнав. конф. Серія: Література і мистецтво. — Тернопіль, 1990. — Ч. ІІІ. — С. 11—12.
- Порадник, вчитель і друг: [Взаємини Лесі Українки і Михайла Драгоманова] // Рад. Волинь. — 1990. — 6 квіт.
- Професор Міннесоти — із Великих Бережець: [Ол. Неприцький-Грановський] // Прапор перемоги. — 1990. — 18 серп.
- Тернова доля поета: [Ю. Виливчук] // Ровесник. — 1990. — 1—7 квіт.
- Бальзак на Кременеччині // Селянська доля. — 1991. — 10 верес.
- Вітер рідного Поділля: [Про Б. Лепкого] // Прапор перемоги. — 1991. — 5 січ.
- Доля страдницька б'є крильми: [Про письменника Сергія Даушкова] // Відродження. — 1991. — 13 квіт.
- Дочка Прометея: [Леся Українка] // Голос Лановеччини. — 1991. — 23 лют.
- З Шевченком у серці завжди // Новини Шумщини. — 1991. — 8 берез.
- За рішенням ЮНЕСКО: [Урочини Лесі Українки] // Відродження. — 1991. — 23 лют.
- Завдяки матері: [Леся Українка і О. Пчілка] // Прапор волі. — 1991. — 23 лют.
- Знайомтесь: Оксана Лятуринська // Тернопіль вечірній. — 1991. — 11 квіт.
- Леся Українка і Кременеччина // Селянська доля. — 1991. — 15 лют.
- «Навіщо покинула рідну землю?»: [М. Кавун-Кремінярівська] // Прапор перемоги. — 1991. — 17 лип.
- Навіщо я покинула рідну землю": [Про письменницю М. Кавун-Кремінярівську] // Сіяч. — 1991. — 22 черв.
- Підтримаймо Сергія Даушкова: [Заклик про збір коштів на вид. творів письменника] // Відродження. — 1991. — 28 берез.
- Повернення Уласа Самчука // Тернопіль вечірній. — 1991. — 2 серп.
- Подруги: [Л. Українка і М. Биковська] // Відродження. — 1991. — 12 лют.
- Професор Міннесоти — уродженець Великих Бережець /11 віршів до друк. підгот. Г. Чернихівський // Друг читача. — 1991. — 10 квіт.
- Республіканська наукова: [конф. у Луцьку, приурочена 120-річчю від дня народження Лесі Українки] // Прапор перемоги. — 1991. — 27 лют.
- «Се один з найкращих кутків волинських…»: [О. Пчілка у Кременці 1909 р.] // Вільне життя. — 1991. — 22 лют.
- Сергій Даушков (1905—1991): Некролог // Тернопіль, 1991. — № 3. — С. 79.
- Сергій Юхимович Даушков: Некролог // Прапор перемоги. — 1991. — 24 квіт.
- Слово про Бориса Харчука: До 60-річчя від дня народження // Харчукова криниця. — Збараж, 1991. — С. 3—9.
- Співець рідної Волині: [До 60-річчя від дня народж. Б. Харчука] // Прапор перемоги. — 1991. — 17 серп.
- Справи письменницькі: [про фонд коштів на вид. творів письменника] // Прапор перемоги. — 1991. — 3 квіт.
- У Кременці і Бережцях: [Взаємини М. Биковської з Л. Українкою] // Рад. Волинь. — 1991. — 12 лют.
- «Українська хата»: [В якій надруковано 15 поезій Ол. Неприцького-Грановського] // Прапор перемоги. — 1991. — 10 квіт.
- Улас Самчук. Марія: [Про авт. та його роман] // Прапор перемоги. — 1991. — 29 листоп.
- Улас Самчук повертається // Прапор перемоги. — 1991. — 25 верес.
- «Я не була щаслива на чужині»: [Розп. М. Кавун-Кремінярівської] // Друг читача. — 1991. — 25 верес.
- Богдан Лепкий у Кременці // Діалог. — 1992. — 18 листоп. — Є фот. Б. Лепкого серед уч. Кременецьк. укр. гімназії (1935 р.).
- Вперше в Україні: [Встановлено меморіал. дошку У. Самчуку в с. Тилявка Шумськ. р-ну] // Укр. слово. — 1992. — 11 листоп.
- Дарунок з Канади: [Кн. спогадів М. Кремінярівської «Вівці, вовки і люди»] // Діалог. — 1992. — 18 берез.
- «До тебе я ще верну…»: [Вист. про У. Самчука в музеї] // Вільне життя. — 1992. — 26 лют.
- Доля страдницька крильми б'є: [Про С. Даушкова] // Прапор перемоги. — 1992. — 1 січ.
- З іменем Олександра Грановського // Діалог. — 1992. — 14 жовт.
- Казкар Сергій Даушков // Даушков С. Циганські ліки. — Дубно, 1992. — С. 16.
- Кременецькими шляхами Уласа Самчука // Діалог. — 1992. — 15, 19 лют.
- Кременецькі шляхи Самчука // Волинь. — 1992. — 1, 15 трав.
- Музеєві Уласа Самчука — бути! // Новини Шумщини. — 1992. — 12 черв.
- «Народе мій! До тебе я ще верну…»: [Вист. матеріалів про У. Самчука у Кременецьк. краєзнав. музеї] // Діалог. — 1992. — 22 лют.: Фот.
- «Не можу призабути сіл, де зріс»: [Ол. Неприцький-Грановський і наш край] // Новини Сумщини. — 1992. — 23 жовт.
- Неприцький-Грановський Олександр: [Вірші] /Вступ. ст. Г. Чернихівського // Тернопіль: Тернопільщина літературна. Дод. № 4. — Тернопіль, 1992. — Вип2. — Ч. 1. — С. 52—53.
- Пам'яті Уласа Самчука: [Відкриття меморіал. дошки письменникові в с. Тилявка Шумськ. р-ну] // Діалог. — 1992. — 7 жовт.
- Повернення Уласа Самчука: [Відкриття меморіал. дошки письменника у Тилявці] // Селянська доля. — 1992. — 27 жовт:
- Терниста зоря Оксани Лятуринської // Сіяч. — 1992. — № 10 (берез.).
- Улас Самчук і Кременеччина // Матеріали І-ІІІ наук.-краєзнав. конф. «Остріг на порозі 900-річчя». 1990—1992. — Остріг, 1992. — Ч. ІІ. — С. 100—102.
- Хто вона Оксана Лятуринська? // Вільне життя. — 1992. — 4 берез.
- Вертається поет в Україну: [Ол. Неприцький-Грановський] // Свобода. [Нью-Йорк]. — 1993. — 8 груд.
- Вечір поезії О. Лятуринської: [У Києві] // Діалог. — 1993. — 5 черв.
- Волинь в поезії Оксани Лятуринської // Матеріали наук.-краєзнав. конф. «Остріг на порозі 900-річчя. — Остріг, 1993. — С. 183—187.
- Вшановуємо пам'ять Уласа Самчука // Волинь незабутня: Тези IV регіон. наук.-практ. конф. 23—24 лют. 1993 р. — Рівне, 1993. — С. 75—78.
- Вшанували пам'ять в рідному селі в Україні // Новий шлях. — 1993. — 11 верес.
- Гордість Волині — гордість України: [Вечір О. Лятуринської у Києві] // Сіяч. — 1993. — № 15 (трав.).
- Дорогою одною: [Взаємини О. Теліги і У. Самчука] // Русалка Дністрова. — 1993. — № 11 (черв.).
- З іменем Олександра Грановського: [Вечір поезії у В. Бережцях] // Русалка Дністрова. — 1993. — № 1 (січ.).
- З-за океану — через 80 літ: [Відкриття меморіальної табл. Ол. Неприцькому-Грановському у В. Бережцях] // Русалка Дністрова. — 1993. — № 13 (лип.).
- Музей Уласа Самчука в Тилявці: [Шумськ. р-ну] // Сіяч. — 1993. — № 20, 21.
- На рідній землі: [До 90-річчя У. Самчука] // Діалог. — 1993. — 24 лют.
- „Народе мій! До тебе я ще верну…“: [Вист. матеріалів про У. Самчука у Кременецьк. краєзнав. музеї] // Друг читача. — 1993. — № 3 (берез.).
- Повернення із забуття: [Уласа Самчука] // Тернопіль. — 1993. — № 2. — С. 4—7.
- Прийми, Україно, свого сина!: [У. Самчука] // Русалка Дністрова. — 1993. — № 4 (січ.).
- Рядками творів О. Лятуринської та У. Самчука // Діалог. — 1993. — 23 січ.
- Твій син, Україно, вертає до тебе: [Відкриття меморіал. табл. Ол. Неприцькому-Грановському у Бережцях] // Самостійна Україна (Торонто). — 1993. — № 4. — С. 54—57.
- Хронологія життя і творчості Уласа Самчука // Тернопіль. — 1993. — № 1. — С. 30—31.
- „Циганські ліки“ — на шкільній сцені: [Інсценізація казки С. Даушкова уч. Білокриницької СШ. Про письменника виступ. Г. Чернихівський] // Русалка Дністрова. — 1993. — № 10 (трав.).
- Волинь в поезії Ол. Неприцького-Грановського //„Остріг на порозі 900-річчя“: Матеріали V наук.-краєзнав. конф. — Остріг, 1994. — С. 166—170.
- Вшанували пам'ять професора О. Грановського // Укр. православне слово [Бавнд-Брук. Нью-Джерсі, США]. — 1994. — № 1 (січ.).
- Експонується вперше: [Матеріали Архіву проф. Ол. Грановського] // Діалог. — 1994. — 10 верес.
- Казкар старого млина: [Сергій Даушков] // Тернопіль. — 1994. — № 5—6. — С. 23.
- Леся Українка. Кременецькі стежки її долі // Тернопіль. — 1994. — № 5—6. — С. 5—7.
- Музей Уласа Самчука у Тилявці // Волинський музей: історія і сучасність: Тези та матеріали наук.-практ. конф. 16—17 лип. 1994. — Луцьк, 1998. — С. 33—34.
- Пам'яті Неприцького-Грановського // Західна Україна. — 1994. — 10—16 верес.
- Перший музей Уласа Самчука в Україні: [с. Тилявка Шумськ. р-ну] // Діалог. — 1994. — 26 берез.
- Повернення додому: [Вист. матеріалів з фонду проф. Ол. Грановського у Кременецьк. музеї] // Тернопіль вечірній. — 1994. — 19 жовт.
- Повернення Уласа Самчука // Улас Самчук — видатний український письменник XX ст.: Матеріали урочистої академії. — Тернопіль; Кременець, 1994. — С. 5—8.
- Тернисті дороги Юхима Ваврового // Виливчук-Вавровий Ю. Наче скошений цвіт… — Кременець, 1994. — С. 3—8.
- В Україну повернувся: [Матеріали вист. про У. Самчука у Кременецьк. краєзнав. музеї] // Русалка Дністрова. — 1995. — № 5 (берез.).
- Великодні вітання діаспори // Діалог. — 1995. — 22 квіт.
- Вчений-ентомолог Ол. Грановський — родом з Волині // Зв'ягель древній і вічно молодий: Тези наук.-краєзнав. конф. — Новоград-Волинський, 1995. — С. 155—156.
- Вшанували письменника-казкаря: [С. Даушкова] // Русалка Дністрова. — 1995. — № 21 (листоп.).
- Документи експонуються вперше: [До 90-річчя У. Самчука] // Діалог. — 1995. — 11 лют.
- З любов'ю до Великого Тараса: [Відкриття пам'ятника Т. Шевченку в Почаєві] // Діалог. — 1995. — 26 серп.
- „Земле, буди у нас думи всеплідні…“: [Про поета Ю. Виливчука-Ваврового] // Діалог. — 1995. — 29 квіт.
- І знову із забуття: [Перша вист. в Україні матеріалів про О. Лятуринську] // Діалог. — 1995. — 28 лип.
- Казкар із Малої Андруги: [Про життя і творчість письменника С. Даушкова] // Діалог. — 1995. — 7 жовт.: Фот.
- Козацтво, Запорізька Січ у творчій спадщині Ол. Неприцького-Грановського // Тези доп. наук.-практ. конф., присвяченої 400-річчю із дня народження гетьмана України Богдана Хмельницького. — Збараж, 1995. — С. 22—24.
- Кременець пам'ятає: [Про перебування М. Рильського у Кременці восени 1959 року] // Діалог. — 1995. — 15 лип.
- Кременчанкою зовіть: [До 60-річчя від дня народження Г. Гордасевич] // Діалог. — 1995. — 1 квіт.
- Мистецька спадщина Ол. Неприцького-Грановського // Матеріали VI-ї Острозької наук.-краєзнав. конф. „Остріг на порозі 900-річчя“. — Остріг, 1995. — С. 215—221.
- На прекрасну Волинь: [Т. Шевченко у нашому краї] // Волинський край. — 1995. — № 5 (берез.).
- Неприцький-Грановський Олександр Анастасійович // УЛЕ. — К., 1995. — Т. 3. — С. 485—486: Бібліогр. 2 назв., фот.
- Пасхальний передзвін: [Писанкар Ол. Неприцький-Грановський] // Діалог. — 1995. — 22 квіт.: Фот.
- Перший музей Уласа Самчука в Україні [у с. Тилявка Шумськ. р-ну] // Самостійна Україна (Торонто). — 1995. — № 1. — С. 72—79.
- Писанки Олександра Неприцького-Грановського // Русалка Дністрова. — 1995. — № 13 (черв.).
- Повернення на рідну землю: [У. Самчука] // Діалог. — 1995. — 18 лют.
- Повернення Уласа Самчука: [До 90-річчя письменника] // Русалка Дністрова. — 1995. — № 3 (лют.).
- Рання поезія Ол. Неприцького-Грановського // Матеріали VI-ї Острозької наук.-краєзнав. конф. „Остріг на порозі 900-річчя“. — Остріг, 1995. — С. 222—231.
- Рідкісне фото: [Клубу „Родина“ за 1912 р. На фот.: М. Лисенко, О. Пчілка, О. Неприцький-Грановський, П. Богацький, та ін.] // Діалог. — 1995. — 15 квіт.: Фот.
- Сторінки біографії: [У. Самчука] // Волинський край. — 1995. — 17 лют.
- Сувора ніжність: [Життя і творчий шлях Г. Гордасевич] // Русалка Дністрова. — 1995. — № 9 (квіт.).
- Терниста зоря Оксани Лятуринської // Тернопілля»95: Регіон. річник. — Тернопіль, 1995. — С. 367—372.
- Тернисті дороги Юхима Ваврового: [Публ. чотири вірші поета, його портр.] // Прес-форум. — 1995. — 22 груд.
- Борис Харчук і Кременеччина // Русалка Дністрова. — 1996. — № 14 (лип.).
- Вавровий Юхим // Русалка Дністрова. — 1996. — 313 (лип.).
- Життя і творчість професора Ол. Грановського — приклад служіння Україні // Діяльність бібліотек по збереженню культурної спадщини і відображення культурної спадщини народу: Матеріали Всеукр. наук.-краєзнав. конф. 23—25 травня 1996 р. — Житомир, 1996. — С. 159—161.
- З берегів Ікви: [Ол. Неприцький-Грановський — поет і вчений] // Слово і час. — 1996. — № 7. — С. 52—56: Фот.
- З-над берегів Ікви: [Ол. Неприцький-Грановський і Великі Бережці] // Діалог. — 1996. — 7 верес.: Фот.
- «Земле! Буди у нас думи всеплідні…»: [Про Ю. Виливчука-Ваврового] // Тернопіль. — 1996. — № 3. — С. 29—30.: Фот.
- І бережи свої старі святині…: [Свято Різдва Христового у родині Ол. Неприцького-Грановського] // Діалог. — 1996. — 6 січ.
- «Й журба моя у грудях спокій рве…»: [Про заслуги проф. Ол. Грановського перед укр. і амер. народами] // Ділог. — 1996. — 13 лип.: Фот.
- «Мов в жупанах перед ганком козаки…»: [Про ранню поезію Ол. Неприцького-Грановського] // Русалка Дністрова. — 1996. — № 18 (жовт.).
- Музей у Великих Бережцях: [Про відкриття літ.-меморіал. музею О. Неприцького-Грановського у Великих Бережцях. 3.09.1996 р.] // Укр. слово. — 1996. — 24 жовт.
- Терниста зоря Оксани Лятуринської // Самостійна Україна. — 1996. — № 1. — С. 6—15.
- У пам'яті народній: [Про вшанування Т. Шевченка на Кременеччині у 20—30-х рр. XX ст.] // Русалка Дністрова. — 1996. — № 20 (листоп.).
- «Я в серці маю те, що не вмирає…»: [До 125-річчя від дня народження Лесі Українки] // Русалка Дністрова. — 1996. — № 3 (лют.).: Фот.
- Громадсько-політична діяльність професора Олександра Грановського // Самостійна Україна. — 1997. — № 1. — С. 17—30.: Фот.
- Життєвий і творчий шлях Олександра Неприцького-Грановського // Олександр Неприцький-Грановський: Бібліогр. покажч. — Тернопіль, 1997. — С. 8—19: Бібліогр. 25 назв.
- З-над берегів Ікви…: [Про поета і вченого О. Неприцького-Грановського] // Наукові записки /Терноп. обл. краєзнав. музею. — Тернопіль, 1997. — Кн.. ІІ. — Ч. 1. — С. 219—229: Бібліогр.: 14 назв.
- І рідний край наснивсь йому не раз…: [Про експозицію літ.-меморіал. музею Ол. Неприцького-Грановського у Великих Бережцях, відкритого до 110-ї річниці від дня народж.] // Діалог. — 1997. — 1, 8 листоп.: Фот.
- На папір лягають вірші: [Про поетесу з с. Матвіївці О. А. Голодюк. Публ. її поезії] // Діалог. — 1997. — 5 квіт.
- Неприцький-Грановський О. А. // Українська журналістика в іменах /Під ред. М. Романюка. — Львів, 1997. — Вип. 4. — С. 181—190: Бібліогр. С. 189—190.
- Олександр Неприцький-Грановський про національну церкву в Україні // Ідея національної церкви в Україні: Матеріали Всеукр. наук.-практ. конф. — Тернопіль, 1997. — С. 168—174.
- Лятуринська Оксана — поетка, журналіст, публіцист // Українська журналістика в іменах /Під ред. М. Романюка. — Львів, 1998. — Вип. V. — С. 117—180: Бібліогр. 33 назви.
- Матеріали до біографії Ол. Неприцького-Грановського в архівах США // Минуле і сучасне Волині: Олександр Цинкаловський і край. — Луцьк, 1998. — С. 37—39: Бібліогр. 21 назва.
- Музей Уласа Самчука у Тилявці // Волинський музей: Історія і сучасність: Зб. матеріалів наук. конф. 1994 р. — Луцьк, 1998. — С. 33—34.
- Оксана Лятуринська // Фортуна. — 1998. — 19 берез. — (Славетні імена краян).
- «Родина» 1912 року: [Про участь Ол. Неприцького-Грановського у т-ві «Родина»] // Слово і час. — 1998. — 33. — С. 43—44.
- Хоми подарували світу яскраву особистість: [О. Лятуринську] // Вісник історії краю. — 1998. — № 3 (жовт.).
- Верхівня зачаровує, або чи був О. Бальзак у Кременці // Діалог. — 1999. — 26 черв.
- Відзначали ювілей Олени Пчілки // Фортуна. — 1999. — 16 лип.
- До Лесиних джерел // Діалог. — 1999. — 14 серп: Фот.
- Леся Українка і Кременеччина // Літопис Волині. — Вінніпег, 1999. — Ч. 19—20. — С. 113—121.
- Музей О. Неприцького-Грановського у Великих Бережцях // Волинський музей: Іст. і сучасність: Наук. зб. — Луцьк, 1999. — С. 105—108.
- Оксана Лятуринська в колі письменників волинської діаспори // Волинь у житті та творчості письменників: Зб. наук. праць. — Луцьк, 1999. — С. 101—111: Бібліогр. 17 назв.
- Олена Пчілка і Кременеччина // Олена Пчілка і Волинь: Наук. зб. Матеріали наук.-практ. конф. 29—30 черв. 1999 р. — Луцьк, 1999. — С. 42—44: Бібліогр. 14 назв.
- Оноре Бальзак і Кременеччина // Бердичівська земля в контексті історії України: Наук. зб. «Велика Волинь»: — Житомир, 1999. — Т. 19. — С. 19—21: Бібліогр. 18 назв.
- Перший музей Уласа Самчука в Україні // Літопис Волині. — Вінніпег, 1999. — Ч. 19—20. — С. 132—140.
- Ю. Словацький в українських краєзнавчих дослідженнях // Діалог. — 1999. — 18, 25 серп; 2 жовт.
- Він називав її «Панна Печеніг» // Діалог. — 2000. — 12, 19 лют.: Фот.
- Повернення Уласа Самчука // Кременецький вісник. — 2000. — 11, 18 лют.: Фот.
- Слово про поета // Мінчук І. На крилах часу: Поезії. — Кременець, 2000. — С. 5—6.
- Характерник з Малої Андруги: [Про С. Даушкова] // Діалог. — 2000. — 7, 14 жовт.
- Ю. Словацький в українських краєзнавчих дослідженнях // Україна і Польща доби романтизму: Образ сусіда: Матеріали міжнар. наук. конф., присвяченої 190-річчю з дня народж. Ю. Словацького. 8—11.09.1999 р. Кременець; Тернопіль, 2000. — С. 138—148.
- Життєвий і творчий шлях Оксани Лятуринської // Лятуринська Оксана: Життєписно-бібліогр. студія. — Луцьк, 2001. — С. 5—25.
- Лесине свято: [Відзначення 130-річчя від дня народж Лесі Українки. Наук.-практ. конф. на тему «Леся Українка і родина Косачів у контексті української й світової культур»] // Діалог. — 2001. — 3 берез.: фот.
- Матеріали про перебування на Кременеччині родини Косачів-Драгоманових // Леся Українка і родина Косачів в контексті української та світової культури: Матеріали ІІ Всеукр. наук.-практ. конф. 24—25 лют. 2001 р. в с. Колодязне. — Луцьк, 2001. — С. 102—105.
- Пам'яті Галини Гордасевич: Некролог /Авт. тексту Г. Чернихівський // Діалог. — 2001. — 17 берез.

### Легенди у записах Чернихівського
- Дівочі скелі. Ірва: [Кременецькі легенди] // Прапор перемоги. — 1980. — 4 трав.
- Королева Бона: [Легенда] // Прапор перемоги. — 1980. — 14 черв.
- Легенди рідного краю: [Дівочі скелі, Вередлива Бона] // Рад. село. — 1981. — 18 квіт.
- З глибин народних: [Легенди та перекази краю] // Прапор перемоги. — 1986. — 1 лют.
- Гора Божа: Легенда // Прапор перемоги. — 1986. — 15 лют.
- Дівочі скелі: Легенда // Свобода. — 1992. — 16 трав.
- Пісня про Кременець // Діалог. — 1997. — 24 трав.

### Газетні публікації
- Велич, краса: [Матеріали вист. нар. умільців Кременеччини] // Прапор перемоги. — 1963. — 31 серп.
- Наукова конференція студентів: [Кременецьк. пед. ін-ту] // Прапор перемоги. — 1963. — 11 трав.
- Книжкова скарбниця: [Рідкісні видання у біб-ці Кременецьк. пед. ін-ту] // Прапор перемоги. — 1966. — 21 лип.
- Україна Радянська в Союзі незламнім цвіте // Прапор перемоги. — 1972. — 21 груд.
- Білокриницький краєзнавчий музей // Прапор перемоги. — 1973. — 13 січ.
- Заняття університету культури // Прапор перемоги. — 1973. — 27 листоп.
- Сільський краєзнавчий музей у Білокриниці // Укр. іст. журнал. — 1973. — № 3. — С. 157—158.
- Музей бойової слави: [у Плоскому] // Прапор перемоги. — 1974. — 28 берез.
- Музей у Плоскому // Вільне життя. — 1974. — 27 берез.
- Науково-теоретична конференція до 400-річчя книгодрукування в Україні // Прапор перемоги. — 1974. — 2 лют.
- Теоретична конференція: [У Кременці до 400-річчя книгодрукування в Україні] // Друг читача. — 1974. — 14 лют.
- Яким був перший буквар // Рад. село. — 1974. — 12 жовт.
- Прапор перемоги. — 1974. — 26 жовт.
- Скарби народу — на збереження в музеї // Прапор перемоги. — 1975. — 16 серп.
- Праця В. І. Леніна на сторінках «Кременецької комуни» // Прапор перемоги. — 1976. — 20 квіт.
- «…Прочитай і передай іншому»: Праця В. І. Леніна «Держава і революція» на сторінках газети «Кременецька комуна» 1919 р. // Ровесник. — 1976. — 4 трав.
- Гавриленко І. Документи розповідають: [Вист. про події у краї 1917—1920 рр.] // Прапор перемоги. — 1977. — 25 жовт.
- Експонуються вперше: [Матеріали про події 1917—1920 рр. на Кременеччині] // Прапор перемоги. — 1977. — 13 листоп.
- Землю — селянам // Прапор перемоги. — 1977. — 28 лип.
- ІІІ з'їзд ХІ армії у Кременці // Прапор перемоги. — 1977. — 23 лип.
- З літопису районки: [До виходу 5 тис. числа газ. «Прапор перемоги»] // Прапор перемоги. — 1978. — 2 верес.
- Скарби народу — на збереження в музей // Прапор перемоги. — 1978. — 21 верес.
- Літопис звершень: [Краєзнав. матеріали на стор. газ.] // Прапор перемоги. — 1979. — 5 трав.
- Мовою експонатів: [Музей у с. Гаї] // Ровесник. — 1979. — 11 жовт.
- Музей історії сіл колгоспу «40-річчя Жовтня» // Прапор перемоги. — 1979. — 9 жовт.
- Поріднились назавжди: [Вист. до 325-річчя возз'єднання України з Росією] // Прапор перемоги. — 1979. — 9 січ.
- Розвивається й міцніє: [Дружба рос. і укр. народів] // Ровесник. — 1979. — 16 січ.
- Громадським музеям — постійну увагу // Прапор перемоги. — 1980. — 3 січ.
- Ліси — багатство і окраса землі // Прапор перемоги. — 1980. — 19 лип.
- На побачення з Вождем: [Екскурсія до Москви] // Прапор перемоги. — 1980. — 25 берез.
- Народний музей: [У Плоскому] // Прапор перемоги. — 1980. — 9 трав.
- Оживає історія: [В музеї с. Гаї Кременецьк. р-ну] // Прапор перемоги. — 1980. — 22 трав.
- Пересувна експозиція: [До 110-ї річниці В. І. Леніна] // Вільне життя. — 1980. — 2 квіт.
- Присвоєно звання — народний: [Крижівському музеєві Кременецьк. р-ну] // Прапор перемоги. — 1980. — 17 трав.
- Третій науковий: [Семінар з іст. книгодрукування у Львові] // Прапор перемоги. — 1980. — 1 берез.
- У нагороду — путівка: [до Москви] // Вільне життя. — 1980. — 3 черв.
- Виставка у сільському музеї // Прапор перемоги. — 1981. — 24 січ.
- Живопис, графіка, вишивка: [Вист. у Кременецьк. краєзнав. музеї] // Вільне життя. — 1981. — 30 січ.
- Мовою фото і діаграм: [Вист. у Кременецьк. краєзнав. музеї] // Вільне життя. — 1981. — 30 січ.
- Ростуть горіхи: [грецькі] // Прапор перемоги. — 1981. — 4 лип.
- Тернопільщина — у десятій п'ятирічці // Прапор перемоги. — 1981. — 24 лют.
- Використання матеріалів громадських музеїв Тернопільщини у вихованні молоді // Друга науково-республіканська конференція з історичного краєзнавства. — К., 1982. — С. 187—188.
- Виставка в музеї [нар. одягу Кремеччини] // Вільне життя. — 1982. — 31 груд.
- Експозиції поповнюються: [У музеї с. Гаї Кременецьк. р-ну] // Прапор перемоги. — 1982. — 27 квіт.
- Колективний літопис: [До виходу 6-тис. числа «Прапора перемоги»] // Прапор перемоги. — 1982. — 7 верес.
- Стежками туристськими: [По Кременцю] // Вільне життя. — 1982. — 17 серп.
- Хороший помічник у роботі: [Метод. куток для книголюба] // Прапор перемоги. — 1982. — 29 лип.
- До знаменної дати: [70-річчя ІІ з'їзду РСДРП] // Прапор перемоги. — 1983. — 23 лип.
- Лунали заклики до боротьби: [Про І-е травня] // Прапор перемоги. — 1983. — 1 трав.
- Громадські музеї // Прапор перемоги. — 1983. — 12 лют.
- З автографом ученого: [Кн.. Є. Кирилюка для музею] // Вільне життя. — 1984. — 16 берез.
- Кременець туристичний // Прапор перемоги. — 1984. — 21 серп.
- Пошуки. Знахідки. Дослідження: [науковців Кременецьк. краєзнав. музею] // Прапор перемоги. — 1984. — 4 груд.
- Рідна земля — невичерпне джерело історії: [Пошуки і знахідки наук. Кременецьк. краєзнав. музею] // Вільне життя. — 1984. — 7 груд.
- Благовісники свободи: [Вист. з нагоди 160-річчя постання декабристів у Кременецьк. музеї] // Прапор перемоги. — 1985. — 12 груд.
- А бій триває…: [Музей Я. Галана у СШ № 3 м. Кременця] // Прапор перемоги. — 1986. — 4 січ.
- Автографи Шостаковича для Кременецької музичної школи // Вільне життя. — 1986. — 17 серп.
- З дарчими написами: [Кн. композитора Д. Шостаковича для Кременецьк. муз. школи] //Культура і життя. — 1986. — 31 серп.
- Запрошує музей [Я. Галана] // Вільне життя. — 1986. — 7 січ.
- Створили музей [Я. Галана у СШ № 3 м. Кременця] // Ровесник. — 1986. — 30 січ.
- Цінні реліквії: [Твори Д. Шостаковича з дарчими написами для Кременецьк. муз. школи] // Прапор перемоги. — 1986. — 31 лип.
- Вечір поезії і пісні [У Кременці] // Ровесник. — 1987. — 5 берез.
- Вони полонили кременчан: [Про виступи у концертах М. Шимановської, А. Каталані, К. Ліпінського у Кременці] // Прапор перемоги. — 1987. — 21 лют.
- Доля музею: [До 50-річчя заснування Кременецьк. краєзнав. музею] // Вісті з України. — 1987. — 12 жовт.
- Кременецькому музеєві — 50 // Прапор перемоги. — 1987. — 7 квіт.
- Музеєві — 50 літ: [Кременецьк. краєзнав.] // Рад. село. — 1987. — 19 трав.
- Аплодують земляки: [Театру «Не журись!», його керівникові В. Морозову, уродж. Кременця] // Вільне життя. — 1988. — 31 груд.
- Естрадний театр «Не журись!»: [У Кременці] // Прапор перемоги. — 1988. — 3 груд.
- З минулого — у майбутнє: [Вист. інтер'єру селянської хати у Кременецьк. краєзнав. музеї] // Сіл. вісті. — 1988. — 1 трав.
- Республіканський симпозіум: [У Кременці з нагоди виходу 1638 року граматики] // Прапор перемоги. — 1988. — 6 груд.
- Автограф шевченкознавця: [Є. Шабліовського у Кременецьк. краєзнав. музеї] // Рад. село. — 1989. — 18 лют.
- Видано вперше: [Укр. літ. енциклопедію, Т. 1.] // Прапор перемоги. — 1989. — 10 січ.
- Виставка стародруків: [У Кременецьк. краєзнав. музеї] // Вільне життя. — 1989. — 13 січ.
- Журитись не доводиться: [Виступи театру під орудою В. Морозова у Кременці] //Культура і життя. — 1989. — 1 січ.
- Кобзар і Поділля: [Республ. конф. у Кам'янці-Подільському] // Вільне життя. — 1989. — 1 квіт.
- Республіканський симпозіум: [у Кременці з нагоди 350-річчя виходу граматики 1638 р.] // Жовтень. — 1989. — № 8. — С. 135. Підпис Волинський Іван.
- У памяті народній: [Меморіл. табл. У Кременці на честь виходу Кременецьк. граматики 1638 р. Худож. А. Лазарчук та Т. Сафонов] // Прапор перемоги. — 1989. — 22 черв.
- Четверта республіканська: [конф. з іст. краєзнав. у Миколаєві] // Прапор перемоги. — 1989. — 31 жовт.
- До скарбів духовності: [Про роботу VI з'їзду Укр. т-ва охорони пам'яток історії та культури у Чернігові] // Ленінська правда. — 1990. — 7 серп.
- До скарбів народу: [Участь у VI з'їзді Укр. т-ва охорони пам'яток історії та культури у Чернігові] // Прапор перемоги. — 1990. — 12 лип.
- До шанувальників рідного слова: [Заклик передплачувати часопис «Слово і час»] // Прапор перемоги. — 1990. — 29 верес.
- Кобза грає, виграває: [Концерт М. Литвина у Кременці] // Прапор перемоги. — 1990. — 24 трав.
- Коли віє вітер степовий…: [Концерт театру «Не журись!» у Кременці під орудою В. Морозова] //Культура і життя. −1990. — 29 квіт.
- Кременецький краєзнавчий музей // Українська географічна енциклопедія. — К., 1990. — Т. 2. — С. 219.
- Перша краєзнавча[конф. у Терноп. музеї] // Прапор перемоги. — 1990. — 26 квіт.
- У памяті навічно: [Відкриття меморіал. комплексу в с. Богданівна на Кременеччині] // Прапор перемоги. — 1990. — 12 лип.
- За матеріалами «Ровесника»…: [Критич. зауваження Г. Чернихівського до ст. О. Чорної, приуроченої 750-річчю битви з татаро-монголами під Кременцем] // Ровесник. — 1991. — 7—13 квіт.
- У полоні огріхів: [Думки з приводу путівника І. Дуди та Б. Мельничука «Тарас Шевченко на Тернопільщині»] // Відродження. — 1991. — 4 квіт.
- «Українські візерунки» у Кременці: [Концерт дипломантів конкурсів фольклор. ансамблів із м. Соснівки Львівської обл.] // Прапор перемоги. — 1991. — 26 січ.
- Якою б я хотів бачити районку // Прапор перемоги. — 1991. — 5 трав.
- І дух, і світло, і любов: [Відкриття меморіал. табл. на честь 125-річчя «Просвіти» на буд. Козубських у Кременці] // Просвіта. — 1993. — № 21 (черв.).
- Ми і діаспора // Сіяч. — 1993. — № 17 (серп.).
- Українці в діаспорі // Діалог. — 1993. — 21 серп.
- Мандрівка за скарбами Олександра Неприцького-Грановського, або три місяці на далекому континенті // Русалка Дністрова. — 1994. — № 3 (лют.).
- Три місяці на далекому континенті: [Праця в архіві США] // Сіяч. — 1994. — № 1 (січ.-лют.).
- Українські колядки і щедрівки // Діалог. — 1997. — 6 груд.
- Вони боролись за владу Рад: [на Кременеччині] // Прапор перемоги. — 1962. — 7 листоп.
- Генерал Лукач: [Мате Залка] // Прапор перемоги. — 1962. — 9 черв.
- Подвиг Сакко і Ванцетті // Прапор перемоги. — 1962. — 22 серп.
- Солдат революції: [Джон Рід] // Прапор перемоги. — 1962. — 23 жовт.
- Полум'яний революціонер: [Іван Бабушкін] // Прапор перемоги. — 1963. — 15 січ.
- М. Пржевальський у Кременці // Вільне життя. — 1969. — 14 квіт.
- Перебування М. Пржевальського у Кременці // Прапор перемоги. — 1969. — 12 квіт.
- Перебування М. І. Костомарова у Кременці // Прапор перемоги. — 1971. — 20 квіт.
- Боєць легендарної бригади: [Котовського — Іван Семенюк] // Прапор перемоги. — 1972. — 18 листоп.
- Вершник легендарної бригади: [М. П. Ульріх] // Ровесник. — 1973. — 27 січ.
- Пісні у записах Володимира Гнатюка // Нар. творчість та етнографія. — 1973. — № 2. — С. 104—105.
- Посол правди: [Антоній Бопре] // Наша культура. — Варшава, 1973. — Ч. 8. — С. 12—13.
- Хто він був, декабрист із Шумська?: [Про К. Ігельстрома] // Ленінська правда. — 1973. — 18 верес.
- Першодрукар [Іван Федоров] // Вільне життя. — 1974. — 16 лют.
- Хто він, декабрист із Шумська: [К. Ігельстром] // Прапор перемоги. — 1974. — 24 січ.
- Благовісники свободи: [Т. Падура у зв'язках із декабристами] // Прапор перемоги. — 1975. — 9 груд.
- Життя — для революції: [До 90-річчя від дня народження М. В. Криленка] // Прапор перемоги. — 1975. — 20 трав.
- Зв'язки кременчан з декабристами // Ленінська правда. — 1975. — 20 груд.
- «Перші вісники свободи»: [декабристи] // Прапор перемоги. — 1975. — 5 груд.
- Тимко Падура і його зв'язки з декабристами // Прапор перемоги. — 1975. — 2 груд.
- Хто він, Костянтин Ігельстром? // Будівник комунізму. — 1975. — 22 листоп.
- Дружба не знає кордонів: [Зв'язки І. Тельман і Є. Киричук] // Прапор перемоги. — 1976. — 13 трав.
- Дружба сильних духом: [Зв'язки родини І. Тельман і Є. Киричук] // Ровесник. — 1976. — 8 черв. — (На інтернаціональній хвилі).
- Дружбу не схитнули ні роки, ні відстані: [Про взаємини Ірми Тельман і Євдокії Киричук] // Ленінська правда. — 1976. — 13 квіт.
- Боєць революції: [М. П. Ульріх] // Ровесник. — 1977. — 10 груд.
- Вершник легендарної бригади: [Іван Семенюк] // Вільне життя. — 1977. — 11 жовт.
- Кременець аплодував Ференцу Лісту // Прапор перемоги. — 1977. — 23 серп.
- Прапорщик революції: [М. П. Ульріх] // Ленінська правда. — 1977. — 4 серп.
- Ференц Ліст у Кременці // Вільне життя. — 1977. — 10 черв.
- Наш земляк — прославлений вчений: [С. А. Генсірук] // Прапор перемоги. — 1979. — 2 черв.
- Дарунок ученого: [Кн. проф.. С. А. Генсірука для музею] // Ровесник. — 1980. — 15 берез.
- Два покоління — дві долі: [Батько і син Генсіруки] // Прапор перемоги. — 1980. — 20 верес.
- Автор «Бібліології»: [Павло Ярковський] // Друг читача. — 1981. — 19 листоп.
- Відомий книгознавець: [Павло Ярковський] // Прапор перемоги. — 1981. — 23 черв.
- Гість із Болгарії: [Никола Радєв] // Прапор перемоги. — 1981. — 19 трав.
- Знавець книг: [Павло Ярковський] // Вільне життя. — 1981. — 18 серп.
- Рукописи Павла Ярковського // Рад. село. — 1981. — 4 лип.
- Дарунок ученого: [проф.. С. Генсірука] // Вільне життя. — 1982. — 17 верес.
- Василь Ян і Кременеччина // Прапор перемоги. — 1983. — 16 серп.
- Василь Ян на Тернопільщині // Вільне життя. — 1983. — 9 серп.
- Виставка в музеї [матеріалів Б. Климчука] // Прапор перемоги. — 1983. — 21 квіт.
- Дивосвіт зеленої казки: [60 літ від дня народж. проф. С. А. Генсірука] // Вільне життя. — 1983. — 5 січ.: Є фот.: акад.. П. С. Погребняк, проф. С. А. Генсірук і поет Д. В. Павличко.
- Із серця глибин: [Доробок композитора Б. Климчука] // Прапор перемоги. — 1983. — 17 берез.
- Мовою документів: [Особистий архів С. І. Турика] // Вільне життя. — 1983. — 24 трав.
- На крилах мелодій [Б. Климчука] // Вільне життя. — 1983. — 11 трав.
- Пам'яті першодрукаря: [До 400-річчя смерті Івана Федорова] // Вільне життя. — 1983. — 13 груд.
- Пісня повинна жити вічно: [Про композитора Б. Климчука] // Ленінська правда. — 1983. — 23,26 квіт.
- Цікаві портрети пером [Густава Олізара] // Прапор перемоги. — 1983. — 5 лют.
- Учився в Кременці [Густав Олізар] // Вільне життя. — 1983. — 18 лют.
- Учитель, фольклорист [Степан Турик] // Прапор перемоги. — 1983. — 21 квіт.
- Бандура Адамцевича [у музеї] // Прапор перемоги. — 1984. — 4 лют.
- Дарунок визначного ученого: [Є. П. Кирилюка шевченкознавчих праць для музею] // Прапор перемоги. — 1984. — 10 берез.
- Життя його — подвиг: [Уродж. м. Кременця Олександр Чекановський] // Прапор перемоги. — 1984. — 28 січ.
- Невтомний збирач української пісні: [Доленга-Ходаковський] // Прапор перемоги. — 1984. — 24 квіт.
- Рідкісний експонат: [Бандура Є. Адамцевича] // Вільне життя. — 1984. — 24 лют.
- Тисяча пісень Ходаковського // Вільне життя. — 1984. — 25 лип.
- Щаслива доля Генсіруків: [Батька Антона і сина Степана] // Прапор перемоги. — 1984. — 23 черв.
- Бандура Євгена Адамцевича // Нар. творчість та етнографія. — 1985. — № 1. — С. 89—90.
- Бандура старого кобзаря [Є. Адамцевича] // Сіл. вісті. — 1985. — 19 листоп.
- Буревісник революції: [Виходець Кременеччини Іван Черній] // Прапор перемоги. — 1985. — 29 січ.
- Ваш син Іван [Черній — учасник повстання на кораблі «Прут» у 1905 р.] // Рад. село. — 1985. — 9 лют.
- Прапорщик революції: [М. В. Криленко у Кременці] // Прапор перемоги. — 1985. — 21 трав.
- Зачаровані Кременцем: [Видатні письменники, вчені, діячі культури — вихідці краю] // Прапор перемоги. — 1986. — 25 листоп.
- Наш генерал [уродж. Кременеччини О. К. Горлінський] // Прапор перемоги. — 1986. — 3 квіт.
- Брав участь Кароль Ліпінський: [Відомий скрипаль на Тернопільщині] // Рад. село. — 1987. — 20 січ.
- Голоси незабутніх: [А. Каталані, М. Шимановська, К. Ліпінський у Кременці] // Вільне життя. — 1987. — 8 серп.
- Жінка з легенди: [Н. Дурова у Кременці] // Прапор перемоги. — 1987. — 25 черв.
- Одержимість: [Про акад.. АН України І. Юхновського] // Прапор перемоги. — 1987. — 14 берез.
- Пісня — це життя: [Про уродж. м. Кременця В. Морозова, соліста ансамблю «Смерічка»] // Ровесник. — 1987. — 10 жовт.
- Соліст «Смерічки»: [Концерти В. Морозова у Кременці] // Прапор перемоги. — 1987. — 10 жовт.
- Визначний майстер [пензля Ян Матейко] // Прапор перемоги. — 1988. — 27 жовт.
- Все про Гутенберга // Червона зірка. — 1988. — 15 квіт.
- Зачаровані побаченим: [Вист. творів М. Тимчака у Кременецьк. краєзнав. музеї] // Червона зірка. — 1988. — 2 берез.
- Зустріч з прекрасним: [Вист. робіт М. Тимчака у Кременецьк. краєзнав. музеї] // Ленінська правда. — 1988. — 23 січ.
- Історія в портретах [пензля Юзефа Пічмана] // Вільне життя. — 1988. — 15 листоп.
- Пам'ять серця: [Листування з Елізою Войнович, уродж. Кременця, жителькою Варшави] // Прапор перемоги. — 1988. — 25 черв.
- Поет краси: [Худож. І. Хворостецький] // Вільне життя. — 1988. — 30 квіт.
- У всьому він бачив красу: [До 100-річчя від дня народження худож. І. Хворостецького] // Прапор перемоги. — 1988. — 16 квіт.
- Художник Пічман // Прапор перемоги. — 1988. — 7 черв.
- Листи Єжи Єнджеєвича: [до кременчанина Макара Середюка] // Прапор перемоги. — 1989. — 11 лют.
- Ми знаємо: ми будемо свобідні: [Пасанто-Калинчук і Кремемнеччина] // Ровесник. — 1989. — 23—29 квіт.
- Оригінал чи копія: [портр. Ярмолинських] // Ленінська правда. — 1989. — 13 лип.
- Пасанто … Хто він? [Про М. Калинчука] // Прапор перемоги. — 1989. — 1 трав.
- Перебування М. М. Пржевальського у Кременці: [До 150-річчя від дня його народження] // Прапор перемоги. — 1989. — 13 квіт.
- Повернення Ірини Ярмолинської. До історії портрета // Прапор перемоги. — 1989. — 23 листоп.
- «Трепет беззавітного захоплення»: [М. Пржевальський у Кременці] // Вільне життя. — 1989. — 12 трав.
- Доля родини Андрія Хвилі // Прапор перемоги. — 1990. — 13 січ.
- Листи Єжи Єнджеєвича до Макара Середюка // Слово і час. — 1990. — № 6. — С. 62—64: Бібліогр. у підр. прим.
- Повернення Ірини Ярмолинської: [Реставрований портр. в експозиції Кременецьк. краєзнав. музею] // Вільне життя. — 1990. — 17 лип.
- Портрети подружжя Ярмолинських // Тези доп. і повідомл. І Терноп. обл. наук. іст.-краєзнав. конф. Серія: Література і мистецтво. — Тернопіль, 1990. — Ч. ІІІ. — С. 12—13.
- Страшний то був ярлик: [Доля родини А. Хвилі] // Вільне життя. — 1990. — 15 квіт.
- Хочеться знати всю правду: [Доля родини А. Хвилі] // Ленінська правда. — 1990. — 16 січ.
- Шляхами Плано Карпіні // Вільне життя. — 1990. — 25 серп.
- Він витерпів стільки принижень: [С. Жук] // Новини Шумщини. — 1991. — 17,24 груд.
- «Все віддав він для одної ідеї»: [С. Жук] // Прапор перемоги. — 1991. — 1 листоп.
- Дарунок ученого: [Проф. С. Генсірука для музею] // Відродження. — 1991. — 21 берез.
- Микола Костомаров і наш край // Діалог. — 1992. — 4 лип.
- Семен Антонович Жук: [Громад.-політ. діяч краю, репресований у 1941 р.] // Дзвін. — 1991. — № 1,2.
- Академік з Будок: [С. Генсірук] // Діалог. — 11 квіт.
- Академік із Кременеччини: [С. Генсірук] // Свобода. — 1992. — 2 квіт.
- Видатний вчений — україніст: [М. Петров] // Діалог. — 1992. — 5 трав.
- Роде наш, роде: [Про Черкавських-Рощинських] // Діалог. — 1992. — 22 серп.
- Тернисті дороги Олекси Волошина // Діалог. — 1992. — 28 берез.
- Усе віддав він для одної ідеї: [С. Жук] // Сіяч. — 1992. — № 6 (лют.).
- Авраменко Василь // Русалка Дністрова. — 1993. — № 5 (лют.).
- Алексій: [Громадський О.] // Русалка Дністрова. — 1993. — № 6 (берез.).
- Андрій ІІ — король угорський // Русалка Дністрова. — 1993. — № 6 (лют.).
- Арсеній: [Мацієвич О.] // Русалка Дністрова. — 1993. — № 8 (квіт.).
- Два крила: Природа і пісня: [70 років від дня народж. акад. С. Генсірука] // Діалог. — 1993. — 16 січ.
- До рідної землі: Життєвим шляхом Романа Бжеського // Сіяч. — 1993. — № 6 (черв.-лип.); № 17 (серп.).
- Дорога до саду: [Про О. Волошина] // Вільне життя. — 1993. — 5 січ.
- Достоїн людської любові: [До 70-річчя проф. С. Генсірука] // Діалог. — 1993. — 6 січ.
- Збирач перлин народних: [фольклорист С. Турик] // Сіяч. — 1993. — № 4 (січ.).
- Збирач перлин народних Степан Турик // Нар. творчість та етнографія. — 1993. — С. 88—91.
- … Й на раменах муки в'язниць: [Доля В. Кархута] // Діалог. — 1993. — 14 серп.
- Невтомний фольклорист: [О. Вітенко] // Діалог. — 1993. — 7 серп.
- Ювілей академіка: [С. Генсірука] // Вільне життя. — 1993. — 23 січ.
- Він жив Україною, для України: [Про життя і творч. проф. Ю. Мулика-Луцика] //«Остріг на порозі 900-річчя»: Матеріали V наук.-краєзнав. конф. — Остріг, 1994. — С. 159—165.
- Кременець. Вулиця Бориса Козубського: [Вист. матеріалів про родину] // Діалог. — 1994. — 24 груд.
- Роман Бжеський, якого ми не знаємо // Діалог. — 1994. — 24 верес.
- Тернисті дороги Козубських // Діалог. — 1994. — 23,30 квіт.
- Бжеський Роман // Русалка Дністрова. — 1995. — № 7 (квіт.).
- Бойко Максим // Русалка Дністрова. — 1995. — № 7 (квіт.).
- Бопре Антоній-Юзеф // Русалка Дністрова. — 1995. — № 5 (берез.).
- Борис Козубський — відомий громадсько-політичний діяч Волині // Зв'ягель древній і вічно молодий: Тези наук.-краєзнав. конф. — Новоград-Волинський, 1995. — С. 158—160.
- Боровик Віталій // Русалка Дністрова. — 1995. — № 5 (берез.).
- Братунь Ростислав // Русалка Дністрова. — 1995. — № 14 (лип.).
- Витязь добра і свободи: [Про життєвий шлях Б. Козубського] // Свобода. — 1995. — 24 серп.
- Відсвіт тернової долі: [Родина Черкавських] // Волинський край. — 1995. — 21—27 січ.
- Вулиця Бориса Козубського // Вільне життя. — 1995. — 18 серп.
- Довгих літ Вам, Маестро!: [До 80-річчя М. Матерського, відомого укр. диригента] // Діалог. — 1995. — 9 верес.: Фото.
- За Україну, за її волю: [Про М. Медвецького-Хрона, першого командира загону УПА на Кременеччині] // Діалог. — 1995. — 16,23 груд.
- І вічна музика звучить: [Про 80-річчя М. Матерського] // Свобода. — 1995. — 15 верес.
- Його співавтором був Паращук: [Про А. Попеля] // Тернопілля'95: Регіон. річник. — Тернопіль, 1995. — С. 666—667.
- Невтомний дослідник: [Про життя і творчість П. Медведика — відомого фольклориста, мистецтвознавця] // Діалог. — 1995. — 11 листоп.
- Повернення: [Про 100-річчя від дня народження Р. Бжеського] // Свобода. — 1995. — 15 верес.
- Портрети Ярмолинських: [Репродуковано портр. Ірини і Костянтина Ярмолинських] // Тернопіль. — 1995. — № 2. — С. 66—68: Бібліогр. 8 назв.
- Тернисті дороги Козубських // Укр.. слово. — 1995. — 16,23,30 берез.
- Тернисті путівці Козубських // Поклик сумління. — 1995. — № 1,2.
- Вериківський Михайло // Русалка Дністрова. — 1996. — Ч. 20 (листоп.).
- Життєвий і творчий шлях Романа Бжеського // Самостійна Україна. — 1996. — № 1. — С. 36—42; № 2. — С. 30—34: Фот.
- З рідним краєм — назавжди: [Про родину Кременчан Степанюків] // Діалог. — 1996. — 18 трав.: Фот.
- Полум'я яскравої душі: [Про життя й діяльність проф. Ю. Пундика] // Діалог. — 1996. — 10,17 серп.
- Усе віддав для одної ідеї: [Про життя і громад.-політ. діяльність С. Жука (1898—1941)] // Свобода. — 1996. — 16 січ.
- Важкі стежки по зраненому лісу: [Про акад. С. Генсірука] // Діалог. — 1997. — 16 серп.: Фот.
- З Україною в серці завжди: [Про видатного політ. діяча, Голову Проводу ОУН О. Штуля-Ждановича] // Укр. слово. — 1997. — 23,30 жовт.: Фот.
- З Україною в серці назавжди: [До 80-річчя відомого діяча ОУН О. Штуля-Ждановича] // Діалог. — 1997. — 28 черв., 5 лип.: Фот.
- І добрим словом відгукнулись: [Відомі діячі про Кременець. Вірші про місто] // Діалог. — 1997. — 24 трав.
- Митець світової слави Ростислав Глувко // Тернопілля'97: Регіон. річник. — Тернопіль, 1997. — С. 642—644.
- Науковець, син сільського коваля: [До 75-річчя від дня народження акад. С. Генсірука] // Вільне життя. — 1997. — 15 серп.: Фот.
- Полум'я його душі: [До 80-річчя від дня народж. проф. Ю. Пундика, ідеолога ОУН, вихованця Кременецьк. духовної семінарії 30-х років] // Тернопіль. — 1997. — № 1—2. — С. 18—21.
- Посол правди: [Й. Бопре] // Ровесник. — 1997. — 17 верес.
- Роман Бжеський, якого ми мало знаємо // Шлях перемоги. — 1997. — 14 серп.: Фот.
- «… Як майстри стародавніх часів»: [До 70-річчя від дня народж. худ. Р. Глувка] //Культура і життя. — 1997. — 14 трав.
- Власовський Іван // Русалка Дністрова. −1998. — № 10 (трав.).
- Волинська духовна семінарія // Русалка Дністрова. — 1998. — № 10 (трав.).
- Волошин Олекса // Русалка Дністрова. — 1998. — № 11 (черв.).
- Воронін Олександр // Русалка Дністрова. — 1998. — № 11 (черв.).
- Вшанували пам'ять Ігоря Шубського // Діалог. — 1998. — 17 жовт.
- Галімський Владислав // Русалка Дністрова. — 1998. — № 12 (черв.).
- Ганська Евеліна // Русалка Дністрова. — 1998. — № 13 (лип.).
- Гарасевич Іван // Русалка Дністрова. — 1998. — № 13 (лип.).
- Гойська Анна // Русалка Дністрова. — 1998. — № 13 (лип.).
- Генсірук Степан // Русалка Дністрова. — 1998. — № 14 (лип.).
- Гіпський Іван // Русалка Дністрова. — 1998. — № 13 (лип.).
- Глинський Іван // Русалка Дністрова. — 1998. — № 13 (лип.).
- Гловацький Яків // Русалка Дністрова. — 1998. — № 14 (лип.).
- Гнатюк Іван // Русалка Дністрова. — 1998. — № 13 (лип.).
- Гижицький Павло // Русалка Дністрова. — 1998. — № 13 (лип.).
- Голота Андрій // Русалка Дністрова. — 1998. — № 13 (лип.).
- Горак Станіслав // Русалка Дністрова. −1998. — № 14 (лип.).
- Гордасевич Галина // Русалка Дністрова. — 1998. — № 14 (лип.).
- Гославський Маврицій // Русалка Дністрова. — 1998. — № 14 (лип.).
- Гофман Готфрід // Русалка Дністрова. — 1998. — № 14 (лип.).
- Гочемський Адам // Русалка Дністрова. — 1998. — № 14 (лип.).
- Гочемський Йосип // Русалка Дністрова. — 1998. — № 13 (лип.).
- Громадський Олександр // Русалка Дністрова. — 1998. — № 14 (лип.).
- «Для нас він був прикладом»: [До 100-річчя з дня народж. С. Жука] // Діалог. — 1998. — 4 квіт.
- Духовний світ о. Сергія Лібацького // Діалог. — 1998. — 6,13 черв.
- Забули у Почаєві про Семена Жука // Свобода. — 1998. — 6 черв.
- З піснею — у бій: [Про життя і творч. шлях пісняра Д. Чернихівського] // Чернихівський Д. Пісні боротьби і звитяг. — Тернопіль, 1998. — С. 3—6.
- Митець світової слави [Р. Глувко] // Тернопілля'97: Регіон. річник. — Тернопіль, 1998. — С. 642—644.
- Одна в нас мати Україна: [Про вист. до 80-річчя О. Штуля та Ю. Пундика] // Діалог. — 1998. — 8 серп.
- Полум'я його душі: [Про Ю. Пундика] // Самостійна Україна. — 1998. — № 4. — С. 10—15; 1999. — № 1. — С. 30—35: фот.
- Правда, як дишло, коли на більшовиків вийшло: [Про вист. присвяч. С. А. Жуку] // Діалог. — 1998. — 20 черв.
- Родина Козубських // Фортуна. — 1998. — 10 квіт.
- Хто ж він, генерал Шандрук? // Голос Лановеччини. — 1998. — 10,17,27 січ. — (Лицарі духу українського).
- Барви палітри митця: [Творч. худ. Б. Романюка] // Романюк Богдан: Каталог. — Кременець, 1999. — С. 5—8.
- Бжеський Роман // Українська журналістика в іменах /Під ред. М. Романюка. — Львів, 1999. — Вип. 6. — С. 21—31: Бібліогр. 20 назв.
- В серця він спраглі засівав зерно свободи її правди: [Про проф. М. Кобрина] // Діалог. — 1999. — 17,24 квіт.: фот.
- …І поклик отчого порогу він в будень чув і в ювілей: [До 85-річчя діяча ОУН М. Медвецького] // Діалог. — 1999. — 17,24 лип.
- Любов до лісу — то його життя: [Акад. С. Генсірук нагородж. Між нар. Золотою медаллю за 10 книг в галузі лісівництва] // Діалог. — 1999. — 18 груд.
- Михайло Черкавський // Вісник Дубенщини. — 1999. — 19 січ.
- Серце віддане довкіллю: [Присудж. Держ. премії України в галузі науки і техніки акад. С. Генсіруку] // Діалог. — 1999. — 23 січ.
- У бій за волю: [До 70-річчя Д. Чернихівського] // Шлях перемоги. — 1999. — 10 листоп.
- Козубський Борис Миколайович // Українська журналістика в іменах /Під ред. М. Романюка. — Львів, 2000. — Вип. VII. — С. 147—152. Бібліогр. С. 151—152.
- Михайло Черкавський // Дубно і світ: Матеріали наук.-теорет. конф. — Дубно, 2000. — С. 83—84: Бібліогр. 10 назв.
- Отут його криниця мрій …: [До 75-річчя отця С. Ярмуся] // Діалог. — 2000. — 3,10 черв.: портр.
- Полонять краса лісу й ніжність пісні: [Акад. С. Генсірук нагородж. Міжнар. Золотою медаллю] // Свобода. — 2000. — 6 січ.: Фот.
- Учений, політик, громадянин: [до 75-річчя І. Юхновського] // Діалог. — 2000. — 26 серп.; 2 верес.: Портр.
- Шандрук Павло Феофанович // Українська журналістика в іменах /Під ред. М. Романюка. — Львів 2000. — Вип. VII. — С. 434—439. Бібліогр.: С. 439.
- Доля й недоля родини Черкавських // Діалог. — 2001. — 17, 24 лют.: Фот.
- Дарунок академіка [С. Генсірука] // Діалог. — 2001. — 6 січ.
- Доктор медицини з Катеринівки [О. Панасюк] // Кременецький вісник. — 2001. — 29 черв., 6 лип.
- І вічна музика звучала: [Про Кременецьк. укр. капелу 1944—50-хрр., та її керівника І. Гіпського] // Кременецький вісник. — 2001. — 6 квіт. Фот.
- І вічна музика звучить…: [До 100-річчя з дня народж. І. Гіпського. Про Кременецьк. капелу, яку він створив в 1944 р.] // Свобода. — 2001. — 4 трав.
- Ковток води з криниці досвіду професора Панасюка: [Розм. з П. Мазуром] // Діалог. — 2001. — 24 берез. Фот.
- Скрипаль, знаний у світі, народився в Кременці [І. Стерн] // Кременецький вісник. — 2001. — 18 трав. Фот.